# Ruda Woda
Jezioro Ruda Woda (niem. Röthloff See) – długie jezioro rynnowe położone na terenie Powiśla w północnej Polsce. Jezioro znajduje się całkowicie na terenie gminy Małdyty w województwie warmińsko-mazurskim, w powiecie ostródzkim i stanowi integralną część Kanału Elbląskiego. Ruda Woda ma długość 12 kilometrów i posiada dobrze rozwiniętą linię brzegową z czterema wyraźnymi zatokami oraz kilkoma wyspami. Dno jeziora jest zróżnicowane, z licznymi głęboczkami i płyciznami. Brzegi w większości są wysokie i strome, otoczone lasami, jedynie w części południowej i północnej brzegi są otoczone polami i łąkami. Jezioro jest połączone ciekami i kanałami z jeziorami: Ilińsk, Bartężek, Sambród. Do jeziora uchodzi rzeka Drela. Wokół jeziora zlokalizowanych jest kilka wsi, w tym Dziśnity, Liksajny, Szymonowo, Sople, Małdyty, Wilamowo, Wenecja.
Jezioro oferuje różnorodne formy rekreacji, w tym wędkowanie, żeglarstwo, kajakarstwo oraz sporty motorowodne. Wzdłuż brzegów jeziora rozmieszczone są publiczne pomosty, które umożliwiają łatwy dostęp do wody oraz sprzyjają kąpielom i opalaniu. Na północy jeziora zlokalizowany został obóz harcerski.

## Nazwa
Nazwa Ruda Woda została nadana zarządzeniem Ministra Administracji Publicznej z 1950 roku, w konsekwencji prac przeprowadzonych przez Komisję Ustalania Nazw Miejscowości. Komisja ta, działająca po II wojnie światowej pod egidą Ministerstwa Administracji Publicznej, była odpowiedzialna za tworzenie toponimów dla miejscowości i obiektów fizjograficznych (rzek, jezior, pasm górskich itp.) na dawnych terenach Niemiec, aby przywrócić – lub nadać nową – polską nazwę.
Jedna z najwcześniej zachowanych wzmianek oryginalnej niemieckiej nazwy jeziora — Röthloff (lub Roethloff) See — pochodzi z historycznych dokumentów Zakonu Krzyżackiego z XVI wieku, chociaż nazwa ta musiała być używana dużo wcześniej. Nazwa Röthloff pojawia się w dokumencie zakonnym z 1522 roku, w którym Wielki Mistrz Albrecht nadał braciom Pawłowi i Wolfowi Fasoltom z Iławy prawa do połowu ryb na jeziorze Röthloff. Nazwa ta pojawia się również na mapie regionu Prus Górnych autorstwa Caspara Hennebergera z 1576 roku.
Etymologia nazwy Röthloff See nie jest dokładnie wyjaśniona. Nazwa może pochodzić od niemieckiego nazwiska Rothloff lub wielu jego wariantów, takich jak Ruttloff, Rutlaf, Roltloff i Rotleff. Rdzeń nazwy związany jest ze starogermańskim słowem „rot”, oznaczającym czerwony, co wpłynęło na polską nazwę nadaną po II wojnie światowej.
Nieoficjalną, jednakże powszechnie używaną nazwą jeziora jest jezioro Dudzkie (lub Duckie). Nazwa ta pochodzi od Kanału Duckiego (niem. Dutzkanal), który łączy jezioro Ruda Woda z położonym na jego południowym wschodzie Jeziorem Bartężek.

## Geologia

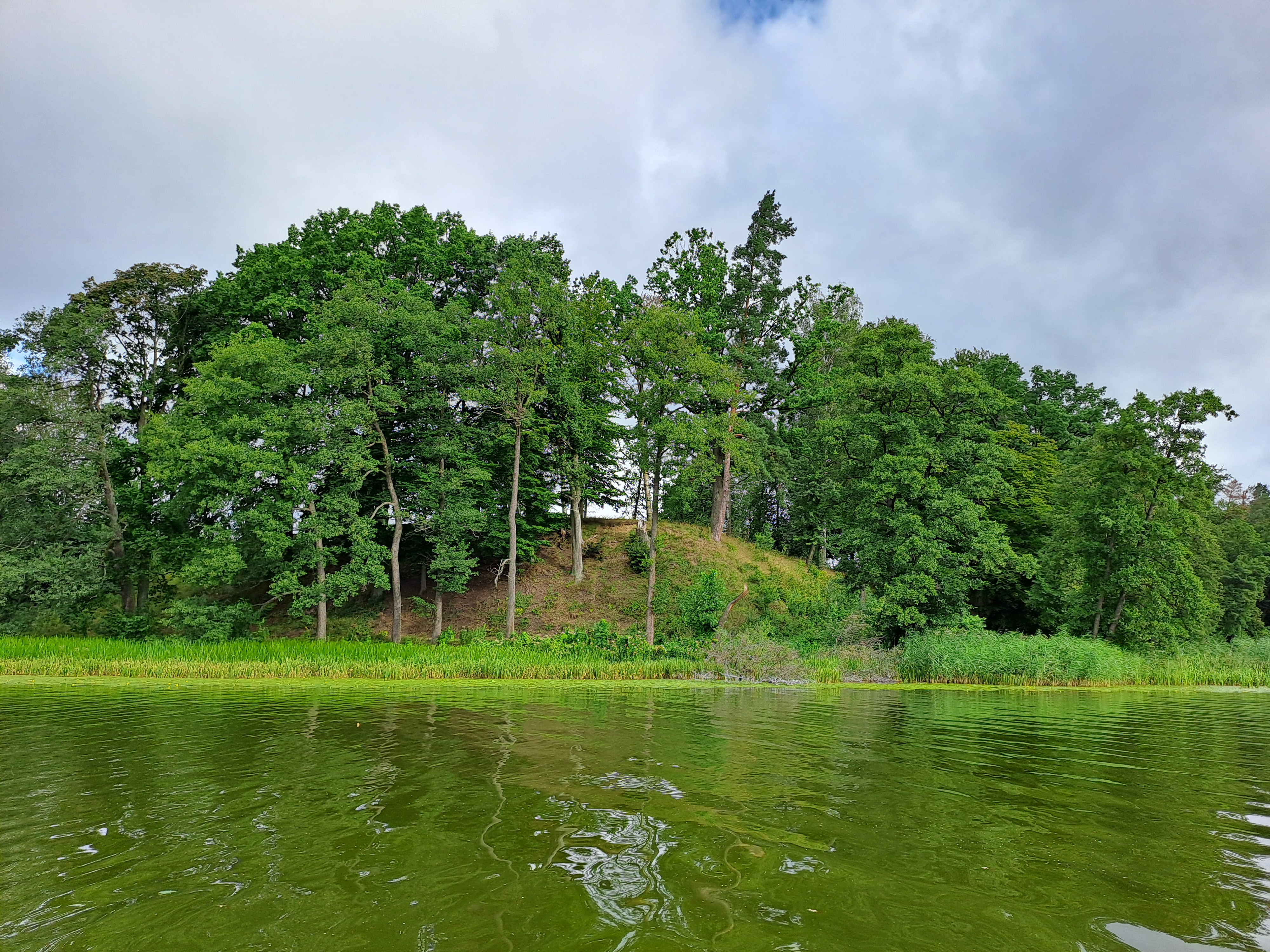
Przykład moreny czołowej zlokalizowanej w południowej części jeziora Ruda Woda

Ruda Woda jest jednym z jezior rynnowych, które powstały w Europie Środkowej podczas końcowej fazy ostatniego zlodowacenia, około 14,000-12,000 lat temu. Rzeki płynące pod cofającym się lodowcem żłobiły głębokie kanały w miękkim podłożu, zwane rynnami polodowcowymi (subglacjalnymi). Wraz z ocieplającym się klimatem, wypełniające rynny bryły lodu topiły się, pozostawiając po sobie długie, wąskie i stosunkowo głębokie jeziora. Łańcuch jezior obejmujący jeziora Sambód, Ruda Woda, Ilińsk i Drwęckie odzwierciedla przebieg lokalnej rynny polodowcowej. Topniejący lodowiec osadził również warstwy gliny, piasku i żwiru oraz utworzył ciągi wzgórz morenowych, które spotkać można w południowej części jeziora.

## Geografia
Jezioro Ruda Woda znajduje się w północnej Polsce, w makroregionie Pojezierza Iławskiego, etnograficznie zaliczanego do Powiśla. Historycznie obszar ten należał do niemieckiej prowincji Prusy Górne (niem. Oberland). Region ten jest czasami niepoprawnie klasyfikowany jako część Mazur, konkretnie Mazur Zachodnich. Nie jest to jednak klasyfikacja oparta na przesłankach geograficznych czy etnograficznych, lecz jedynie marka turystyczna.
Jezioro znajduje się w Obszarze Chronionego Krajobrazu Kanału Elbląskiego.

## Morfologia i morfometria

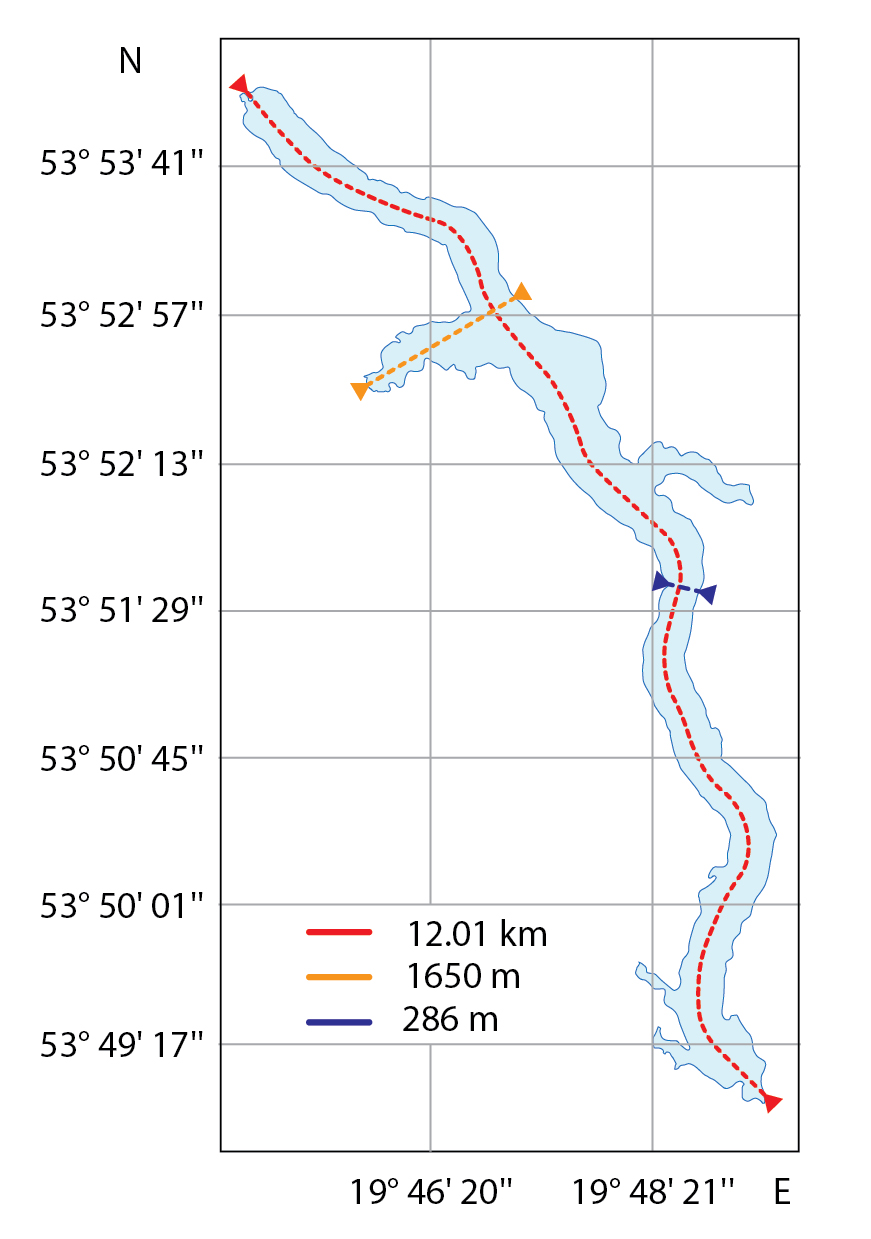
Wymiary Ruda Woda (Długość, minimalna i maksymalna szerokość)

Oś długiego i wąskiego jeziora biegnie z południa na północ, wyraźnie załamując się na wysokości wsi Szymonowo i kontynuując w kierunku północno-zachodnim. Całkowita długość zbiornika, mierzona wzdłuż linii środkowej, wynosi 12,01 kilometra, przy średniej szerokości liczącej sobie zaledwie 497 metrów. W najszerszym miejscu jezioro liczy 1650 metrów. Mimo że niektóre historyczne źródła podają powierzchnię Rudej Wody jako 654,1 ha. (wartość ta, nadal jest błędnie cytowana we współczesnych dokumentach), współczesne rządowe mapy topograficzne wskazują na powierzchnię równą 613,4 ha. Długość linii brzegowej wynosi 35,8 kilometrów.
Dwie wyraźnie płytsze zatoki rozciągają się odpowiednio na wschód i zachód od głównej osi jeziora. Zatoka zachodnia, znajdująca się w pobliżu wsi Sople, zawiera trzy małe wyspy. Na przeciwnym brzegu zatoki, w miejscu dawnej bindugi, usytuowano obóz harcerski. Obóz jest miejscem corocznych wydarzeń żeglarskich i harcerskich.
Wschodnia zatoka, znana także zatoką Drela lub Żydowskim Kątem, jest miejscem ujścia jedynego nazwanego dopływu jeziora, który stanowi rzeka Drela (niem.: Drehle). Nazwa Żydowski Kąt wywodzi się z lokalnych podań z czasów wojennych, wg których właściciel pobliskiej karczmy i jego rodzina, będący pochodzenia żydowskiego, zostali utopieni w jeziorze. Rozciągająca się na południowy wschód Zatoka Drela tworzy wraz z główną akwenem jeziora półwysep zwany Stańkowo. W południowej części jeziora, w pobliżu wsi Liksajny, znajdują się dwie małe zatoczki. Na Rudej Wodzie znajduje się siedem niewielkich i niezamieszkanych wysp, z których największa położona jest naprzeciwko wsi Wilamowo w północnej części jeziora.

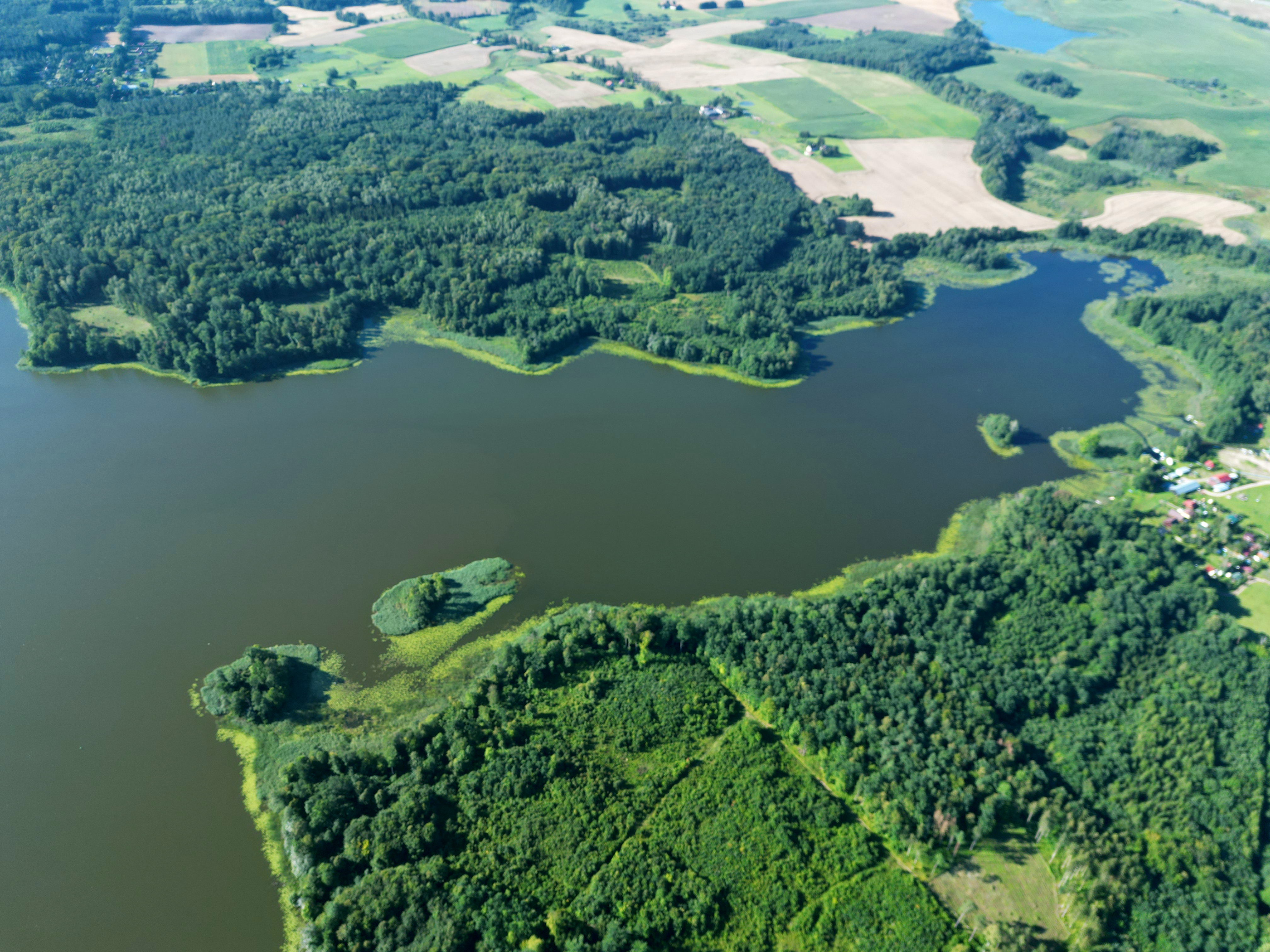
Zachodnia zatoka jeziora Ruda Woda w pobliżu wsi Sople
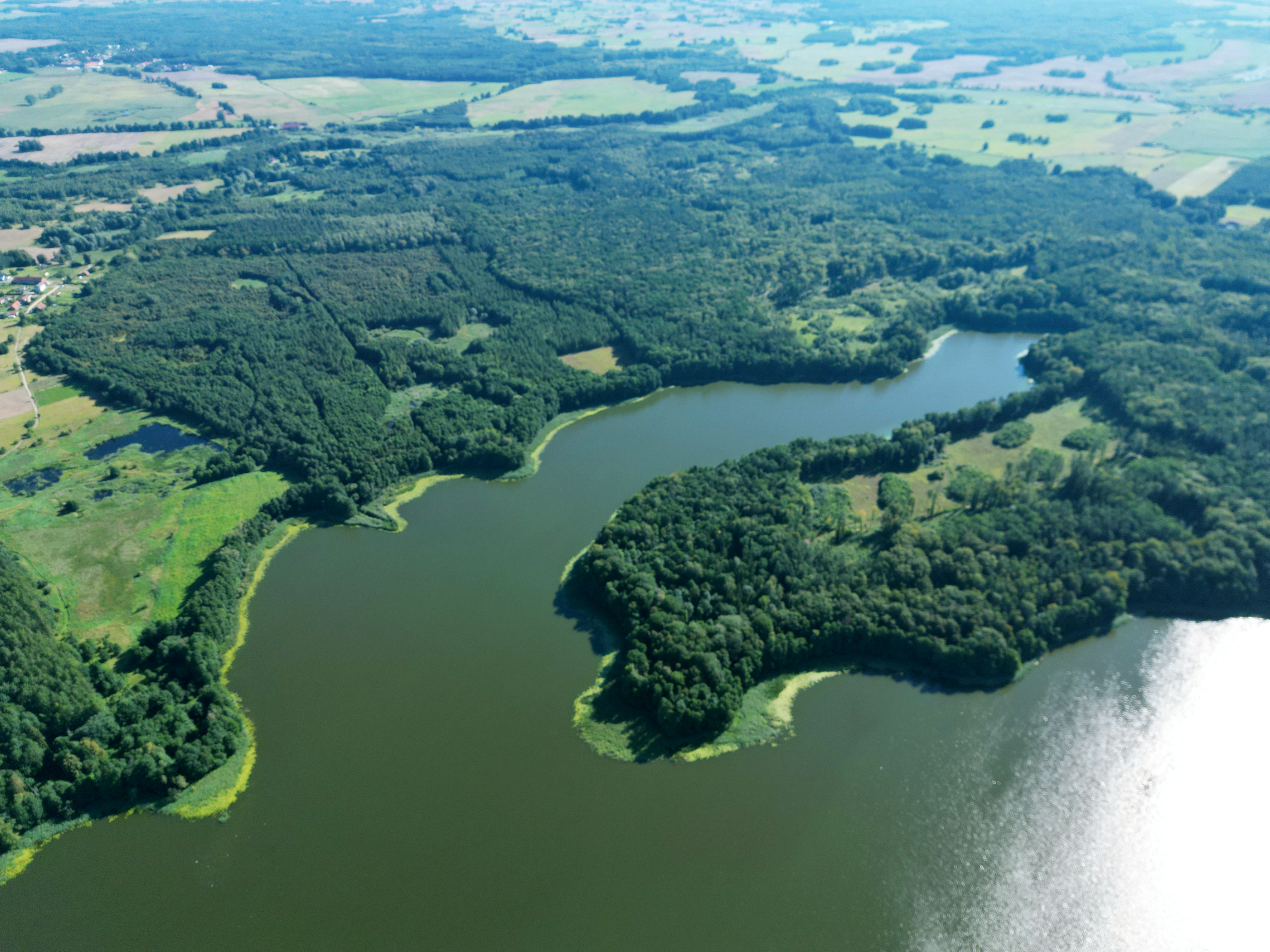
Wschodnia zatoka, znana również jako Zatoka Drela. Półwysep Stańkowo znajduje się po prawej stronie
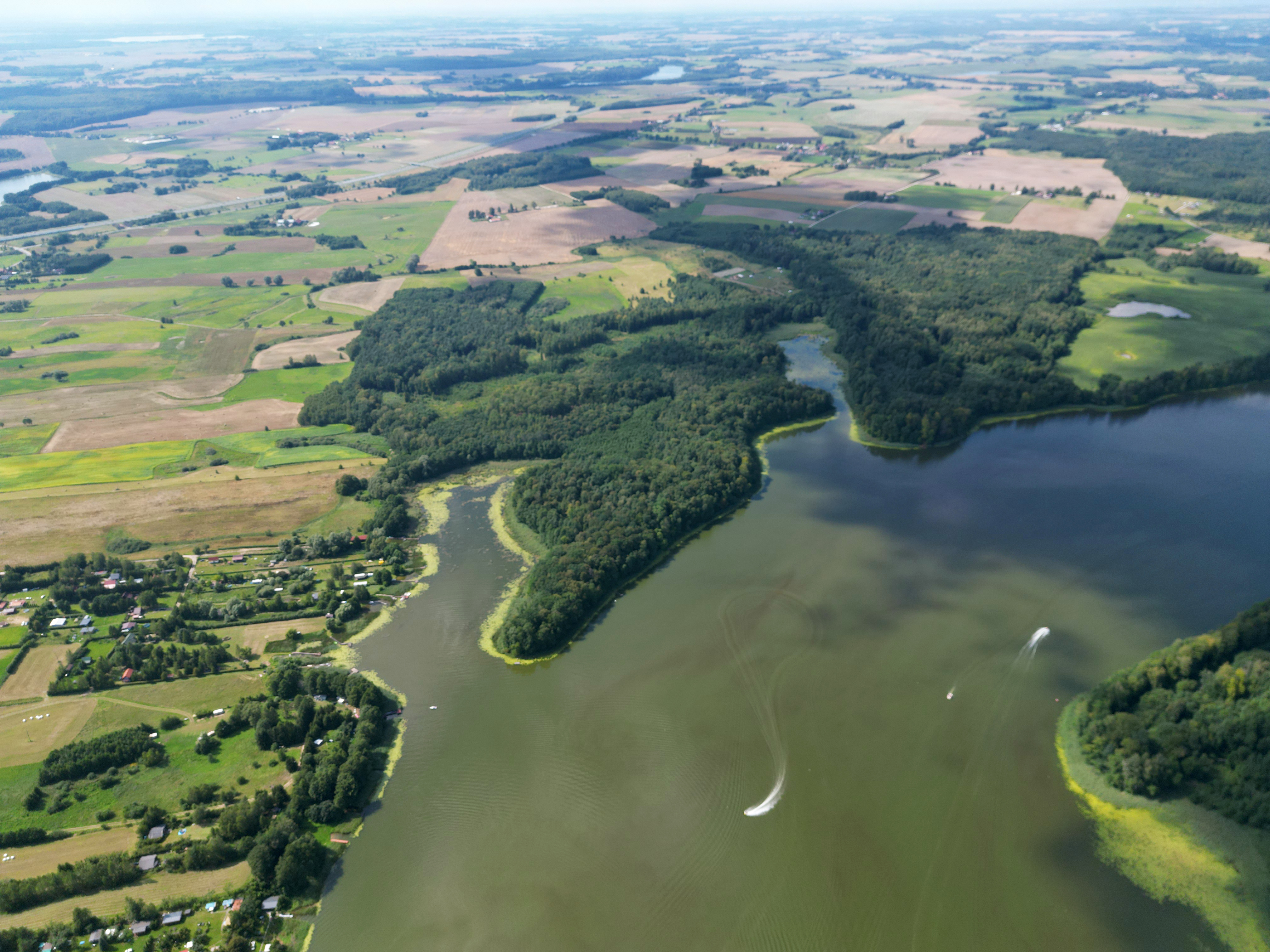
Dwie płytkie zatoki w pobliżu wsi Liksajny

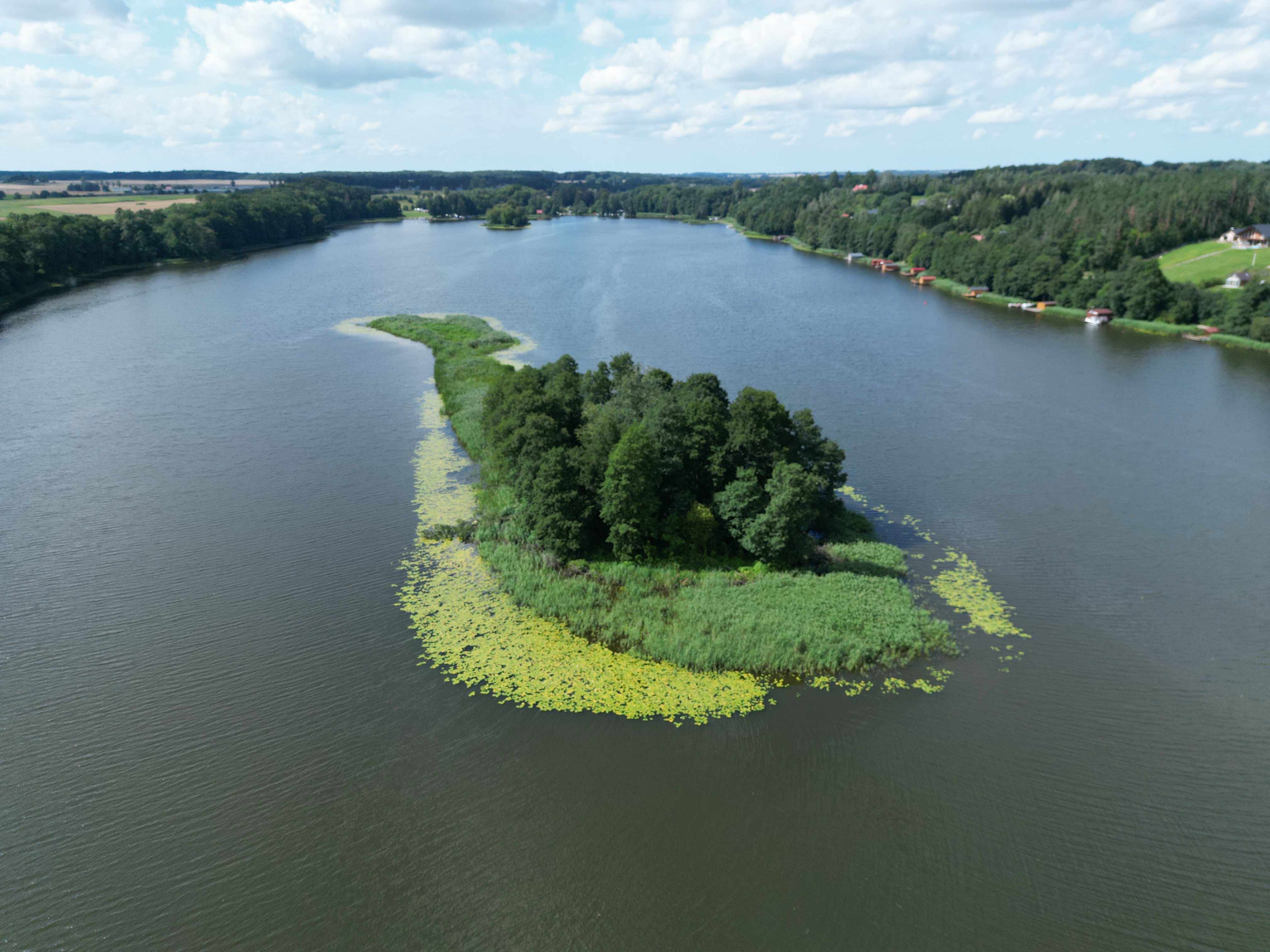
Największa wyspa na jeziorze, położona naprzeciwko wsi Wilamowo
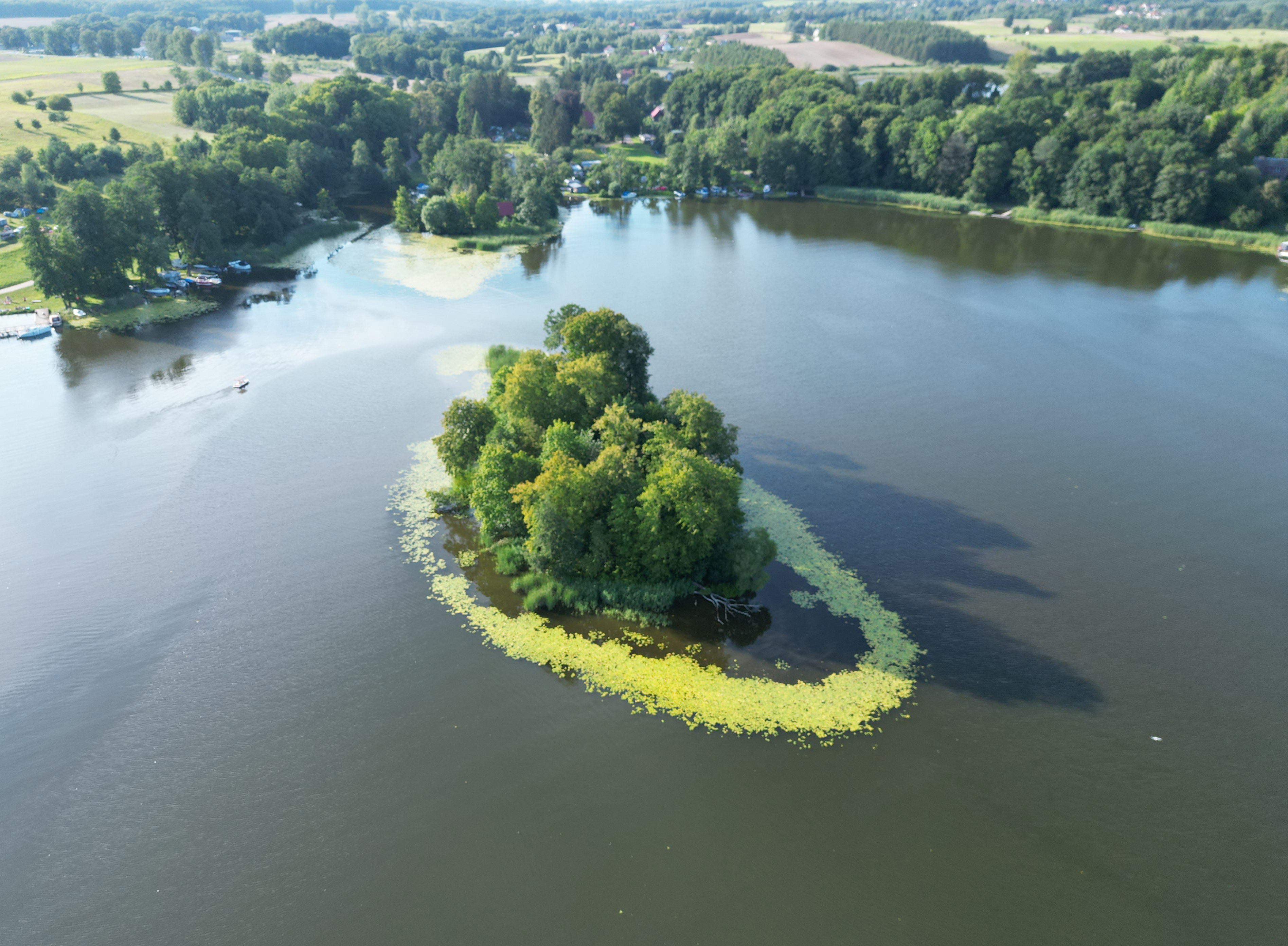
Wyspa usytuowana na północnym krańcu jeziora, w pobliżu wejścia do Kanału Elbląskiego
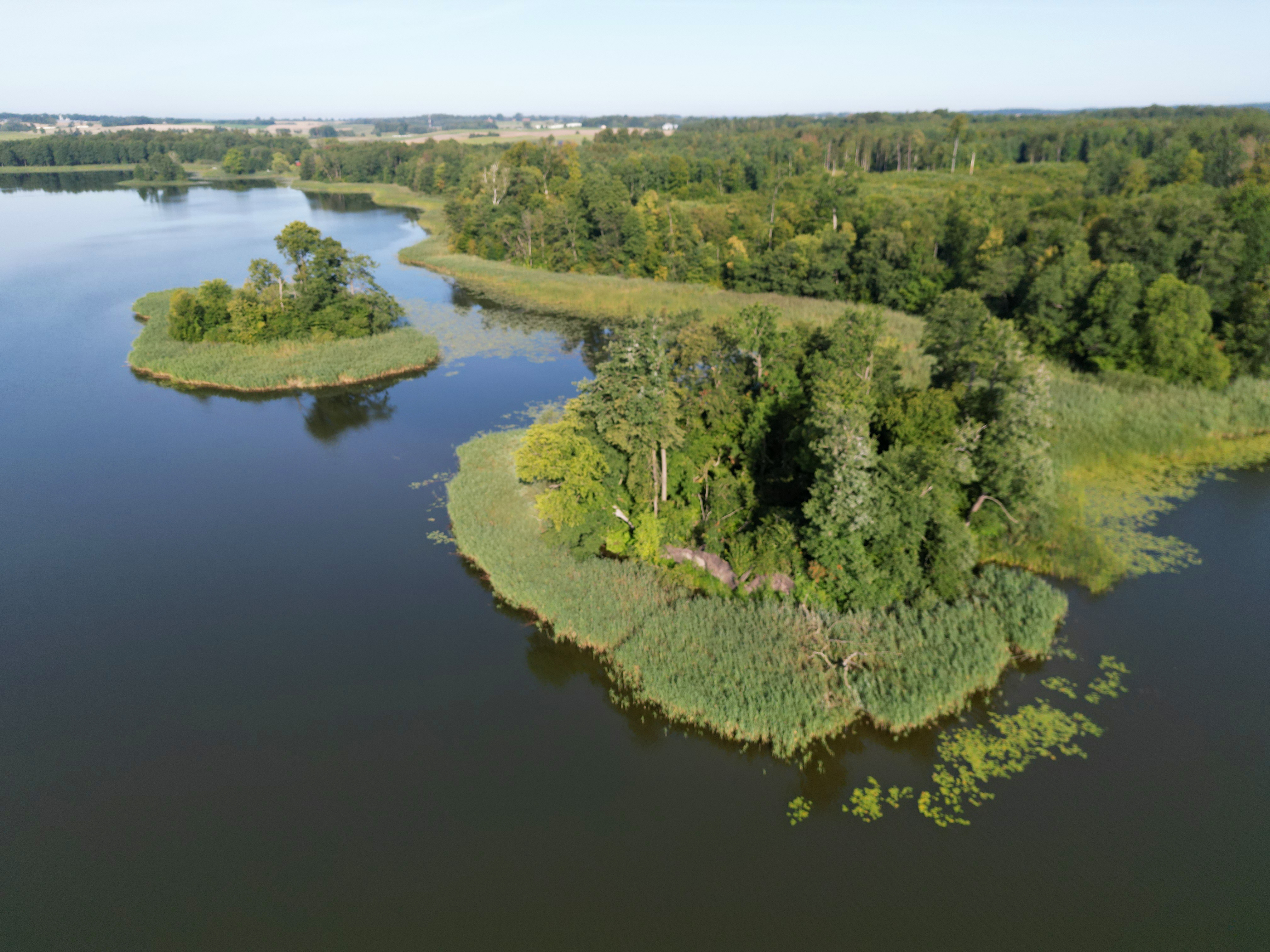
Dwie nienazwane wyspy w zachodniej zatoce
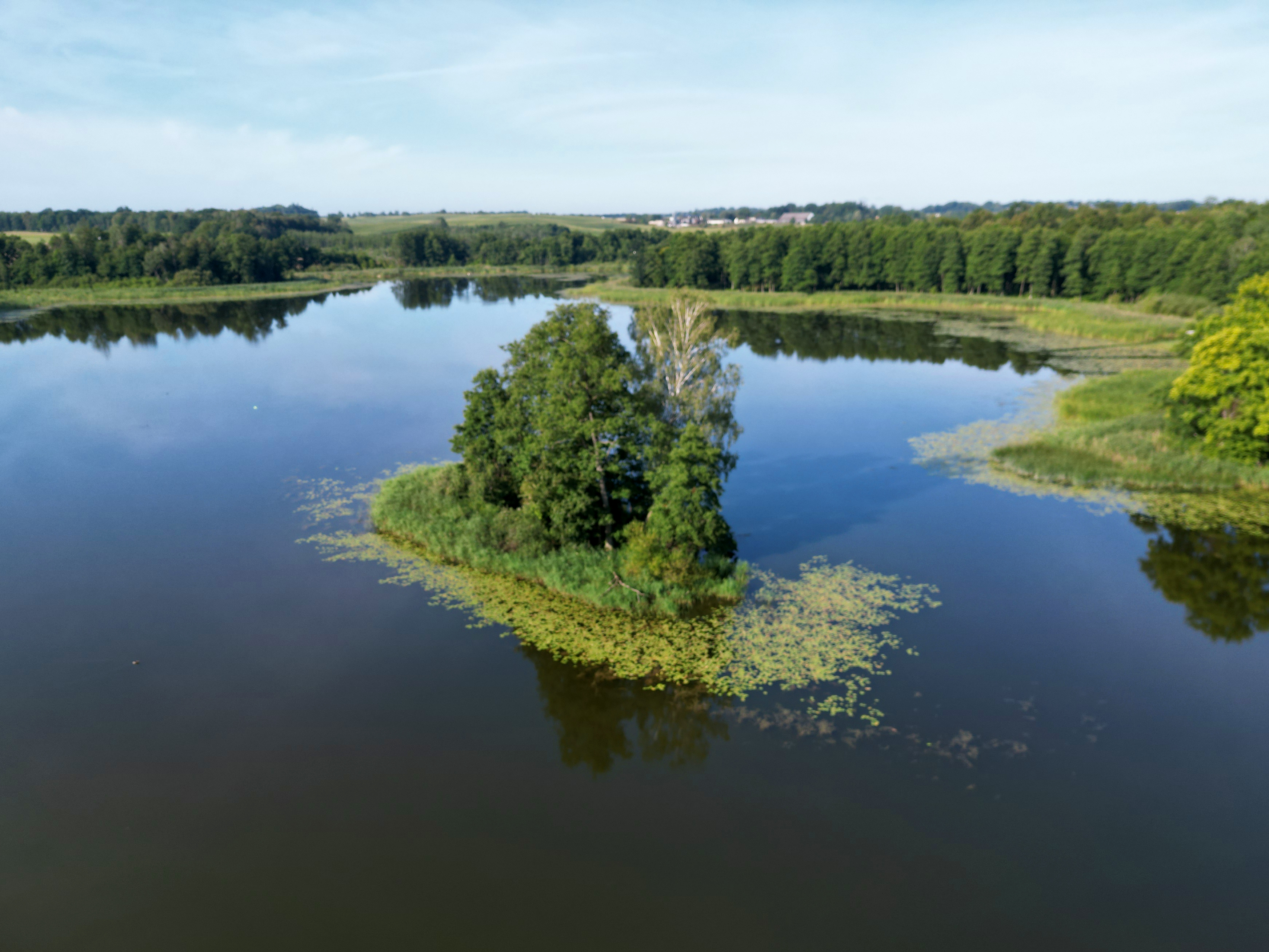
Dąbniaczek (niem. Eichwerder, czyli Dębowa Wyspa) — jedyna nazwana wyspa na jeziorze Ruda Woda

Oprócz Dreli, jezioro zasilane jest przez pomniejsze, sezonowe dopływy. Największe z nich znajdują się w pobliżu wsi Wilamowo i Sople. Jako część kanału Elbląskiego, Ruda Woda łączy się na południu z jeziorem Rakówka (niem. Krebs), a dalej z jeziorem Ilińsk oraz na północy z jeziorem Sambród. Dodatkowo, na wschodnim brzegu akwenu, cztery kilometry od jego południowego krańca, usytuowane jest wejście do Kanału Duckiego. Kanał ten o długości ok. 1,5 km łączy jezioro Ruda Woda z położonym nieopodal jeziorem Bartężek (niem. Bärting See).

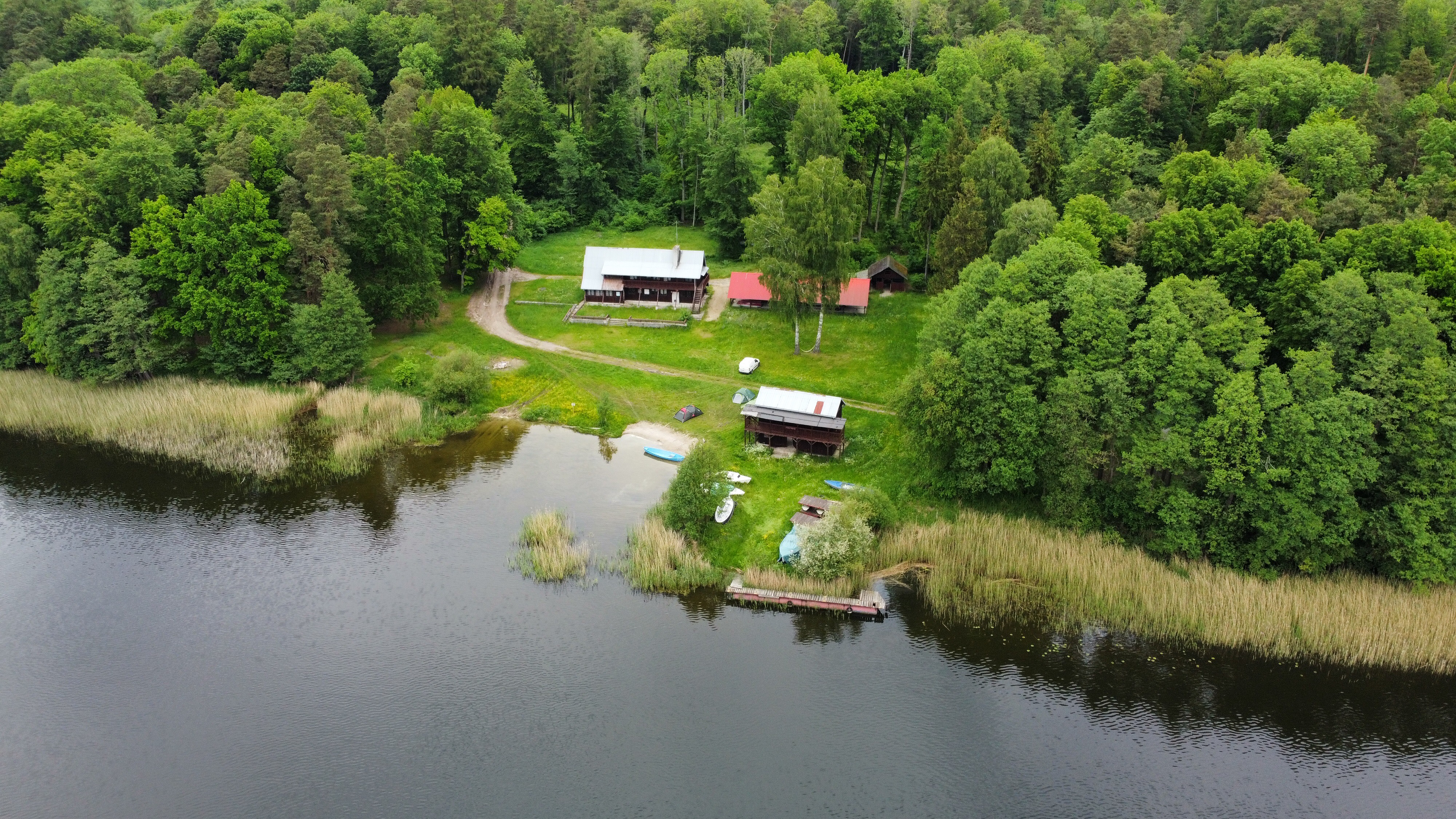
Obóz harcerski nad jeziorem Ruda Woda
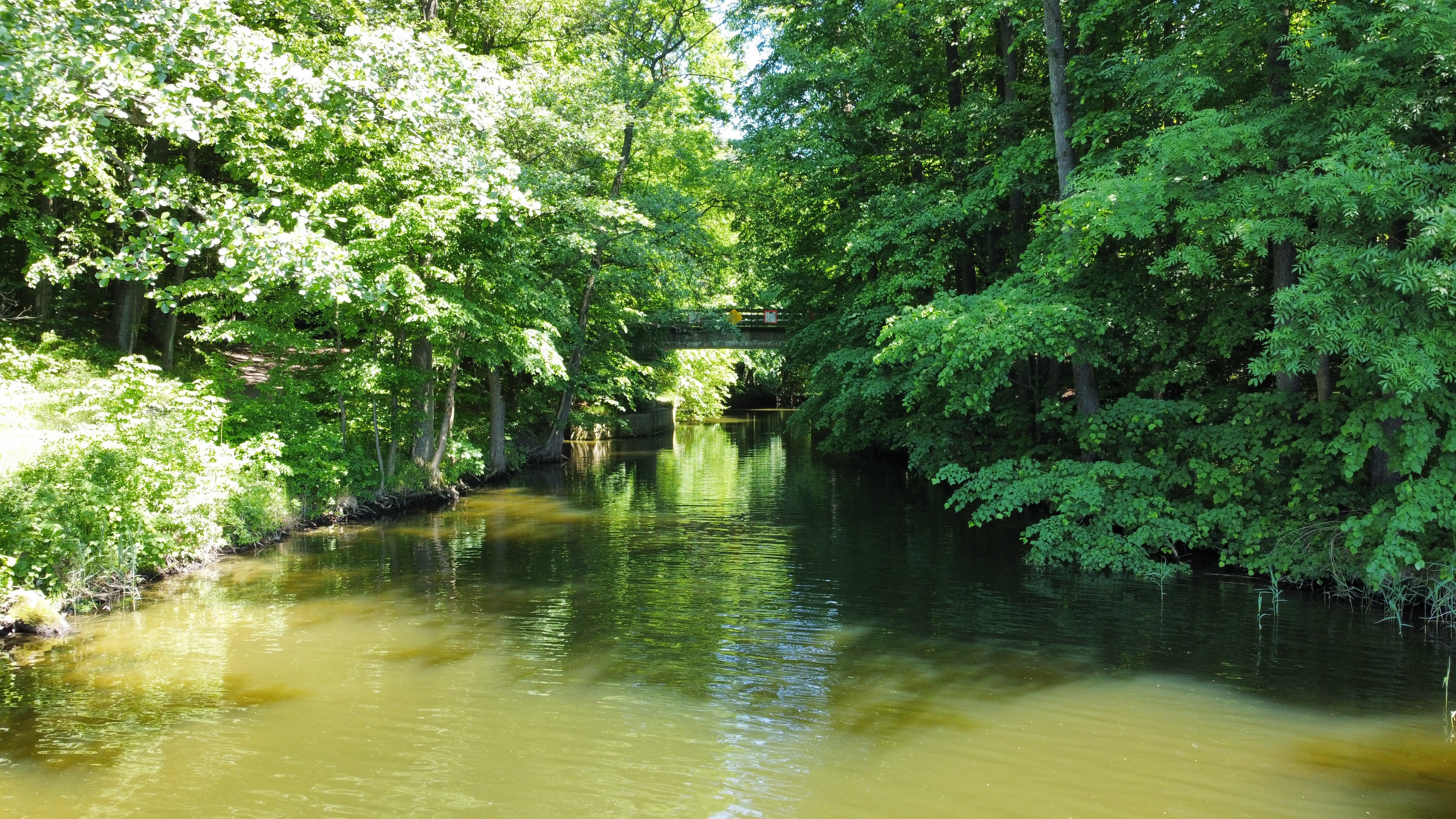
Wejście do Kanału Duckiego z jeziora

## Batymetria

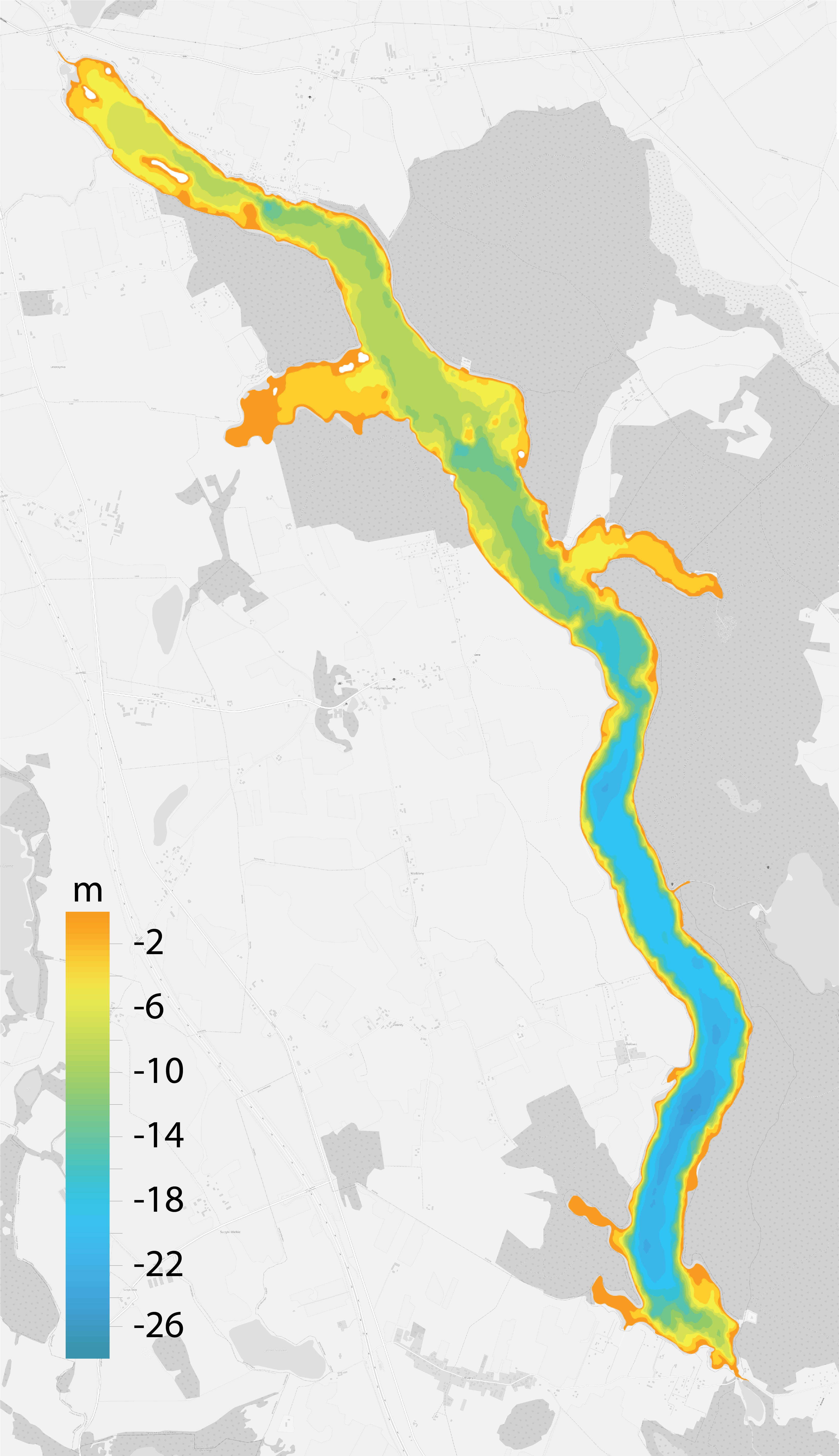
Mapa batymetryczna jeziora Ruda Woda

Dno jeziora Ruda Woda jest typowe dla struktur utworzonych przez rzeki erodujące podłoże pod lodowcem. Zróżnicowana siła nacisku wywierana przez masy lodu spowodowała, że rzeki rzeźbiły dno jeziora w różnych kierunkach, tworząc liczne zagłębienia i płycizny.

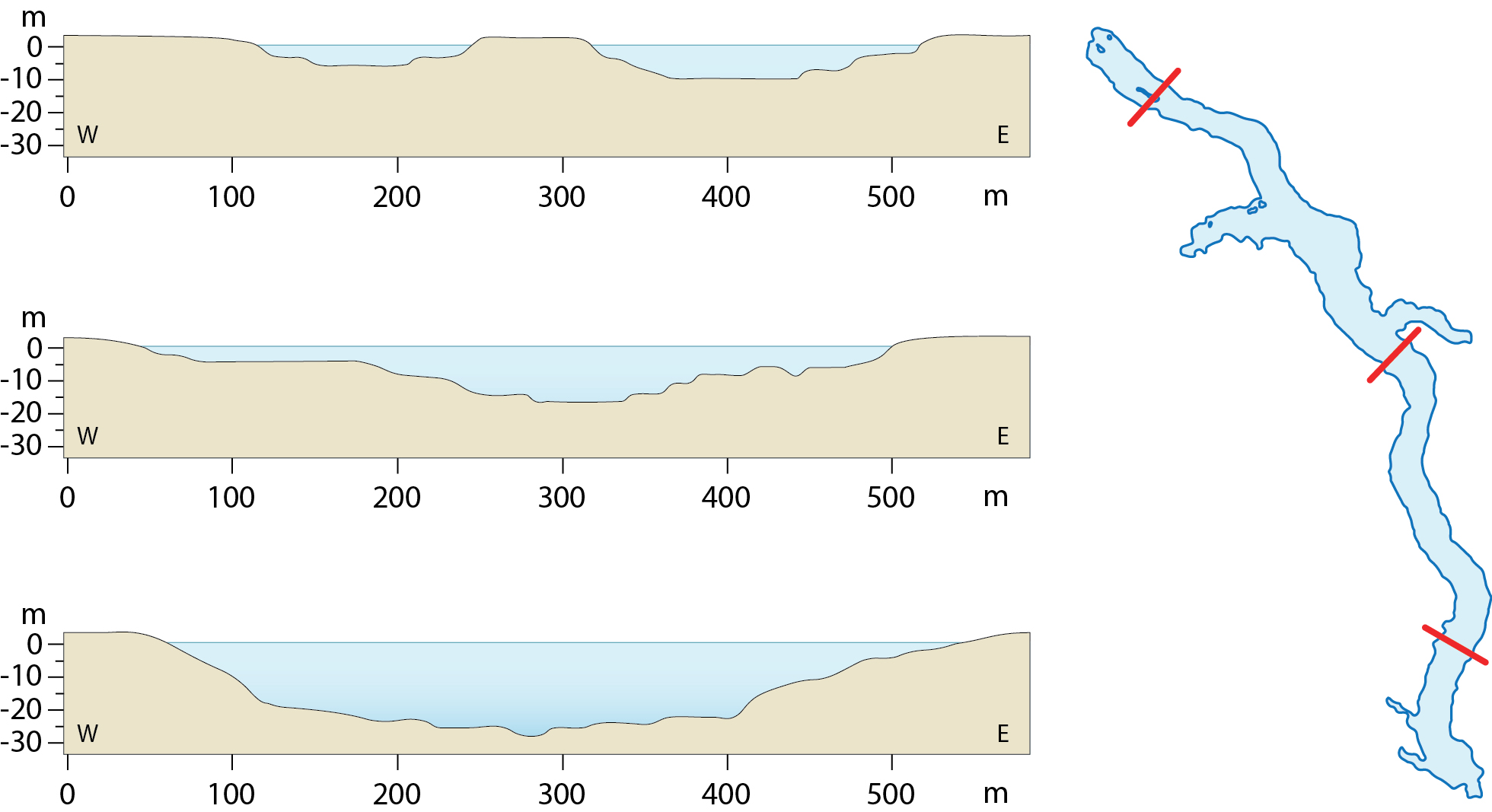
Profile głębokości jeziora Ruda Woda. Profile wzdłuż linii zaznaczonych na różnych odcinkach jeziora pokazują stopniowy wzrost głębokości od północy do południa

Średnia głębokość jeziora wynosi 10,3 m, przy czym obserwuje się jej znaczne zróżnicowanie wzdłuż osi jeziora. W północnej części średnia głębokość wynosi 6,5 metra, wzrastając do około 9,4 metra w centralnej części w pobliżu Zatoki Drela, osiągając ostatecznie 14,4 metra w południowej części zbiornika. Południowy kraniec jeziora ulega znacznemu wypłyceniu tuż przed ujściem do Kanału Elbląskiego.
Gradient głębokości dodatkowo podkreśla fakt, iż wszystkie wyspy występują w płytszej północnej części jeziora. Również w tej części, naprzeciwko wsi Wilamowo, znajduje się wyraźna mielizna rozciągająca się aż do centralnej części akwenu. Jezioro osiąga swoją największą głębokość w odległości około 2 kilometrów od południowego krańca (w pobliżu wsi Szymonówko) gdzie dno opada ponad 27 metrów poniżej powierzchni lustra.

## Historia i ekonomia

### Historia osadnictwa
Jezioro znajduje się w historycznym regionie Pogezanii, który w okresie od V do IX wieku był zamieszkiwany przez Prusów — lud posługujący się językiem bałtyckim. Wiele nazw wsi położonych wokół jeziora można wywieść z języka pruskiego, tak jak Małdyty, Ględy, Bartężek i Sople.

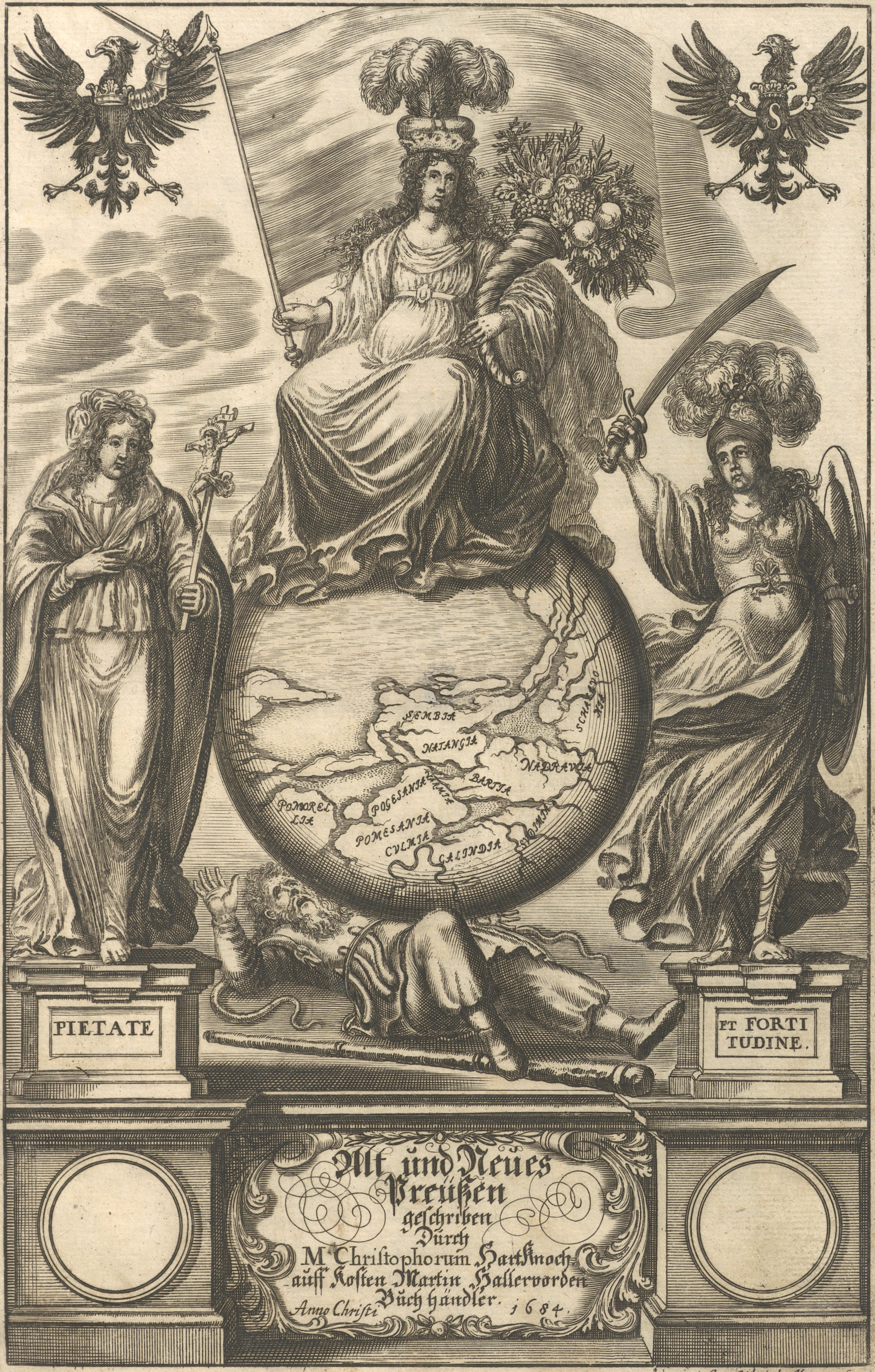
Ilustracja z 1684 roku autorstwa Christopha Hartknocha przedstawia zwycięstwo zakonu krzyżackiego w Prusach

Począwszy od XIII w. tereny te stały się celem podboju Zakonu krzyżackiego, sprowadzonego na ziemie pruskie przez Konrada Mazowieckiego. Kolonizacja krzyżacka była częścią szerszej kampanii chrystianizacyjnej ludów Północnej Europy, mającej na celu narzucenie dominacji niemieckiej i skandynawskiej, znanej jako Krucjaty północne.
Na podbitych terenach Zakon Krzyżacki osiedlał osadników z krajów niemieckojęzycznych. W tym czasie założono okalające jezioro wsie takie jak Wilamowo (1308), Szymonowo (1324), Liksajny (1325), Wenecja (1336), Bartężek (1340) i Czulpa (1345). Tempo niemieckiej kolonizacji spowolniło wraz z kryzysem i upadkiem państwa krzyżackiego. Po Drugim Pokoju Toruńskim w 1466 roku nastąpił wzrost napływu osadników polskich, osiągający szczyt w XVII i XVIII wieku. Wzrost populacji regionu zintensyfikował się w XIX wieku w wyniku przyspieszonego rozwoju gospodarczego na tych terenach. Rozwój ten ilustruje budowa Kanału Oberlandzkiego, którego jezioro Ruda Woda stało się najdłuższym naturalnym odcinkiem. Po II wojnie światowej prowincja Prus Wschodnich przestała istnieć, a tereny, na których znajduje się jezioro, zostały włączone do Polski.

### Budowa Kanału Oberlandzkiego

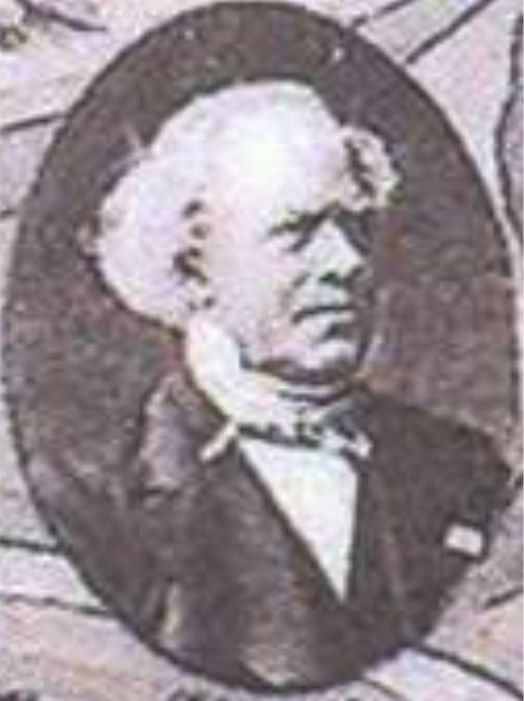
Georg Jacob Steenke - budowniczy kanału

W 1844 roku rozpoczęto budowę Kanału Oberlandzkiego, którego celem było połączenie jezior Oberlandu (Jezioraka i Jeziora Drwęckiego) z jeziorem Drużno w pobliżu Elbląga, a w konsekwencji z Wisłą i Morzem Bałtyckim. Kanał miał na celu pobudzenie rozwoju gospodarczego miast i wsi Prus Wschodnich, które w dobie rewolucji przemysłowej potrzebowały zarówno surowców dla rodzącego się przemysłu, jak i możliwości zbytu swoich zasobów naturalnych, w szczególności zboża i drewna. Głównym budowniczym kanału został inżynier Georg Jacob Steenke, który osiedlił się w Czulpie nad jeziorem Ruda Woda.
Budowa kanału była ogromnym przedsięwzięciem hydrotechnicznym, które fundamentalnie wpłynęło na morfometrię jeziora, będącego najdłuższym naturalnym odcinkiem nowo powstającego szlaku wodnego. Różnica wysokości między poziomem wody w jeziorze Drużno, gdzie zaczyna się trasa, a jeziorem Jeziorak na jej końcu wynosiła 99,4 m. Poziom wody w jeziorach wzdłuż trasy kanału został wyrównany do poziomu jeziora Jeziorak (99,5 m.). Przed obniżeniem, powierzchnia jeziora Ruda Woda znajdowała się na wysokości 101,3 m. W wyniku budowy kanału poziom wody w jeziorze spadł o ponad 1,7 m., w efekcie czego jego pierwotna powierzchnia zmniejszyła się o prawie 8,5%. Nadmiar wody z obniżonego jeziora odprowadzono do jeziora Drwęckiego, a następnie przez Drwęcę do Wisły i Morza Bałtyckiego. Relacja Bernharda Ohlerta z wielodniowej wyprawy wzdłuż Kanału Oberlandzkiego w 1862 roku opisuje konsekwencje obniżonego poziomu wody w jeziorze Ruda Woda. Ohlert zauważył:

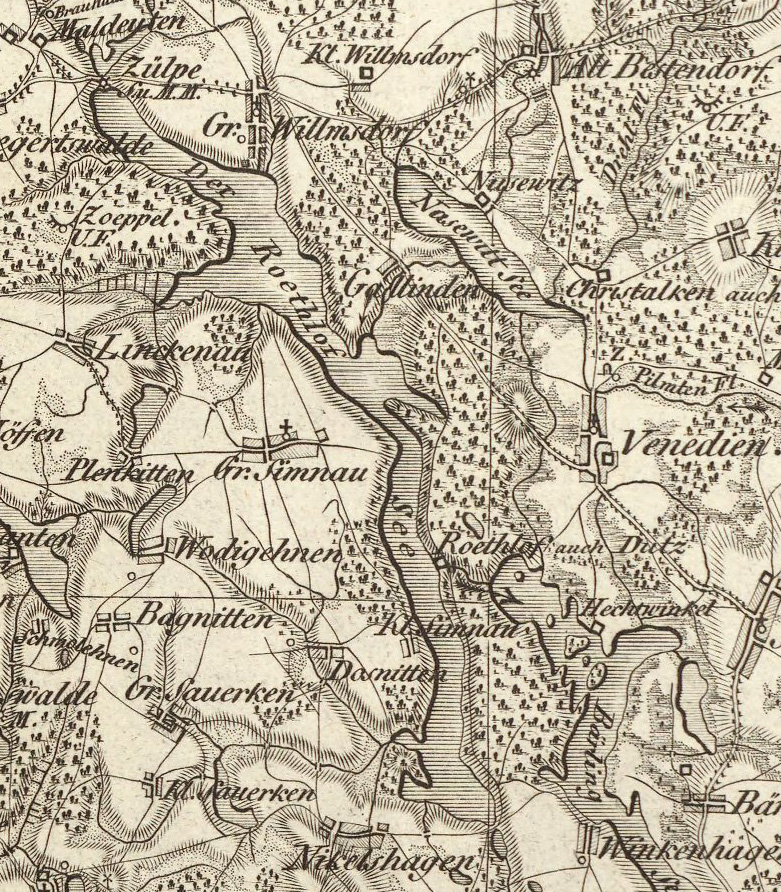
Jezioro Ruda Woda na mapie z 1802 roku autorstwa Friedricha Leopolda von Schröttera. Na wschodzie obecnie nieistniejące jezioro Naświty

Przeciwległy brzeg [jeziora Ruda Woda] prezentuje osobliwy widok. Przed koroną lasu pokrytą wysokimi, starymi drzewami znajduje się znacznie niższy, różniący się kolorem pas młodego podszytu, który wyraźnie pojawił się dopiero po częściowym osuszeniu basenu jeziora. Co ciekawe, składa się on niemal wyłącznie z olch, podczas gdy w wysokim lesie za nim olcha występuje tylko sporadycznie.
Prace hydrologiczne związane z budową kanału doprowadziły także do wyschnięcia znajdującego się na północnym wschodzie jeziora Naświty (niem. Nasewittsee), połączonego z jeziorem Ruda Woda rzeką Drela. Miało to miejsce pomimo planu Steenke'ego, aby wykorzystać jezioro Naświty do połączenia jeziora Ruda Woda z jeziorem Morąg, a ostatecznie z Morągiem.

### Transport

#### Przed XX wiekiem
Jezioro Ruda Woda dzięki swojemu kształtowi już od czasów średniowiecza stanowiło dogodną trasą do transportu towarów. Jako droga wodna miało ono jednak znaczenie jedynie lokalne, z racji jego położenia poza ówczesną siecią wodną Prus (z Ostródy poprzez Drwęcę do Torunia, a następnie Wisłą do Gdańska). Budowa Kanału Elbląskiego pozwoliła znacząco skrócić dotychczasowy szlak wodny z Ostródy i Iławy do Morza Bałtyckiego, czyniąc jezioro Ruda Woda istotnym łącznikiem powstającego kanału.
Otwarcie kanału spowodowało rozwój flisactwa. Podstawowym towarem transportowanym po jeziorze było drewno (sosna) z ostródzkich i iławskich lasów. Drewno spławiane było za pomocą tratw, składanych warstwowo z wiązanych ze sobą pni sosnowych. Jedna tratwa zawierała od 12 do 15 pni, a jej wymiary ściśle regulowane były Regulaminem Policji Kanałowej z 11 kwietnia 1861 r. Zabroniona było spławianie drewna nocą, jak również drewna niezespolonego. Tratwy napędzane były za pomocą długich wioseł oraz holowane linami z wykorzystaniem ścieżek holowniczych. Siłą napędową byli ludzie oraz konie. Ścieżka holownicza ciągnęła się wschodnim brzegiem jeziora Ruda Woda.
Na półwyspie Stańkowo, tuż przy ujściu zatoki Drela powstała flisacka osada Steenkenwalde, nazwana na cześć budowniczego kanału Gregora Jackoba Steenke, gdzie załogi barek oraz flisacy holujący tratwy wzdłuż kanału mogli się zatrzymać i odpocząć. Obok osady funkcjonował prom, zapewniający komunikacyjne połączenie z wsią Szymonowo. Na początku XX w. osada upadła, do dziś można wszakże znaleźć jej pozostałości.

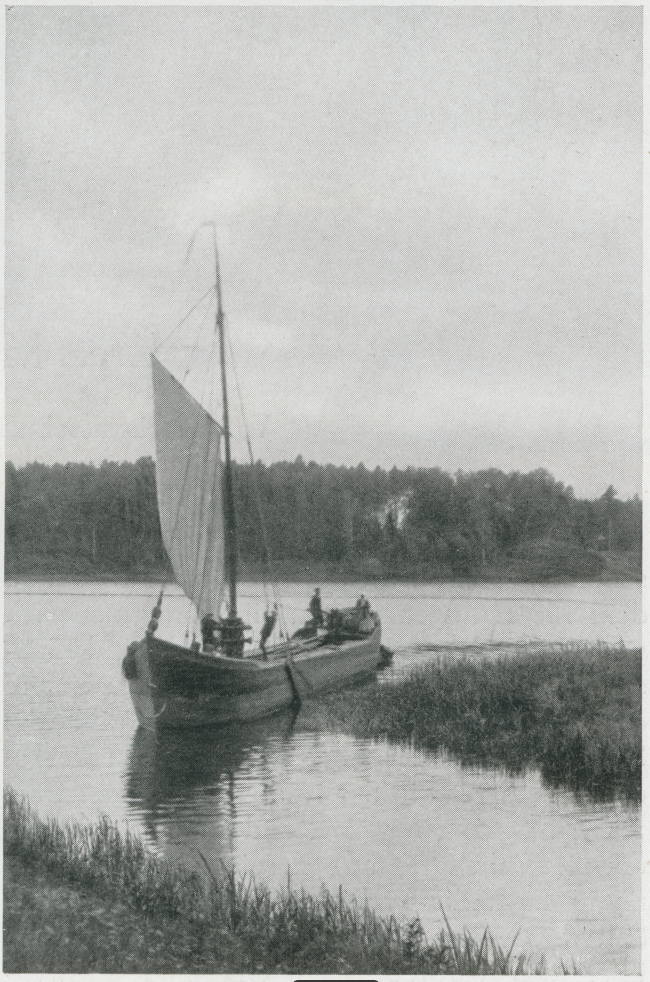
Barka oberlandzka na jeziorze Ruda Woda przy wejściu do Kanału Duckiego, lata 20. XX wieku, źródło: Bildarchiv Ostpreußen, www.bildarchiv-ostpreussen.de

Inną popularną metodą przewożenia towarów po jeziorze była barka oberlandzka, zwana także oberlandzką barką żaglową (Oberländer Segelkahn) albo oberlandzką barką towarową (Oberländer Lastkahn). Barka ta była mniejsza od jednostek ówcześnie pływających w Prusach, co spowodowane było wymiarami samego kanału. Barki były jednostkami żaglowymi o konstrukcji drewnianej z jednym albo dwoma masztami.
W 1862 roku przez jezioro przepłynęło łącznie 108 różnych statków, w tym pięć statków parowych (szósty dodano w 1863 roku). Aby sprostać rosnącemu zapotrzebowaniu, w 1862 roku zbudowano 49 nowych statków, głównie w małych miasteczkach kanałowych w regionie. W kierunku Ostródy odnotowano 1 312 przejść statków przez jezioro, z czego 446 załadowanych. W kierunku Elbląga zanotowano 1 901 przejść, w tym 1 318 załadowanych oraz 2 646 przejść tratw z drewnem. Tonażowo transport w kierunku Ostródy wyniósł 144 650 kwintali (7 232 500 kg), podczas gdy ruch w kierunku Elbląga wyniósł 1 617 249 kwintali (80 862 450 kg).
Z biegiem czasu postęp technologiczny doprowadził do rosnącej dominacji jednostek napędzanych parą, a później dieslem. Tymczasem szybki rozwój kolei, która przejęła dużą część transportu towarowego, spowodował, że ruch wodny na jeziorze zdominowany został przez transport turystyczny.

#### 1900-1965

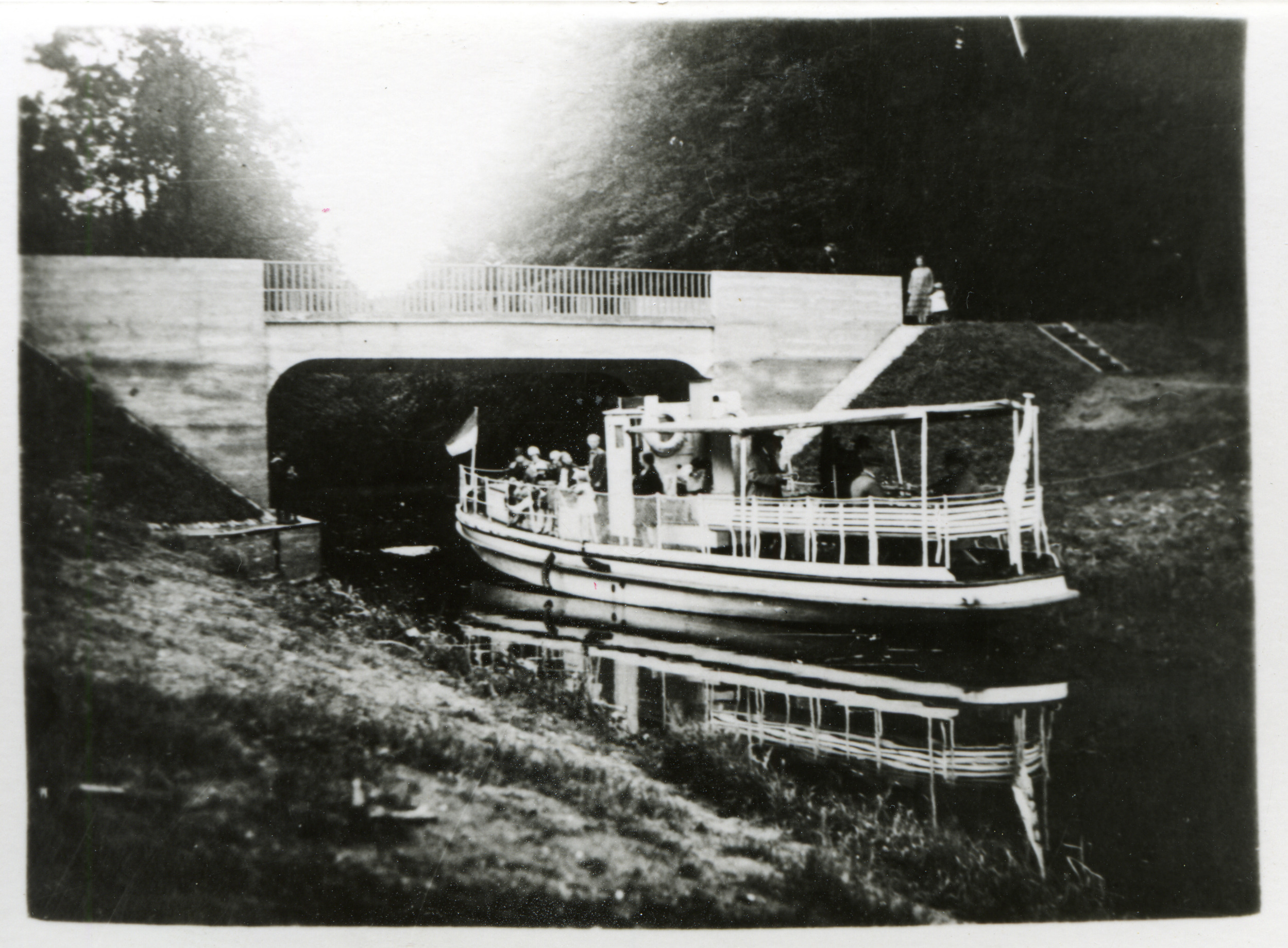
Łódź motorowa Heini, później przemianowana na Biedronka, wchodzi do Kanału Duckiego z jeziora Ruda Woda, lata 20. XX wieku, źródło: Bildarchiv Ostpreußen, www.bildarchiv-ostpreussen.de

W drugiej dekadzie XX w. ostródzki armator Adolf Tetzlaff zaczął rozwijać żeglugę turystyczną na kanale. W skład białej floty wożącej pasażerów m.in. po jeziorze Ruda Woda weszły jednostki Seerose (lilia wodna), Hertha, Heini i Konrad. Przedsiębiorstwo Tetzlaffa przewiozło łącznie od 8-10 tysięcy pasażerów. W 1947 r. przedsiębiorstwo zostało znacjonalizowane, przechodząc na własność państwa polskiego.
Po nacjonalizacji, statki Tetzlaffa nadal pływały po kanale, jednak pod zmienionymi już nazwami. W dniu 16 października 1964 r. holownik "Biedronka" (dawna Heini) wypłynęła z Ostródy do Czulpy znajdującej się na północnym krańcu jeziora Ruda Woda. W rejsie powrotnym miała zabrać na hol barkę załadowaną mieniem przesiedleńczym oraz dużą ilością drewna opałowego. Wskutek przeładowania barka wraz z holownikiem zatonęła na wysokości wsi Szymonówko. Z czterech osób trzy zdołały się uratować. Kapitan jednostki Stanisław Podolski zginął. Wraki obu jednostek ostatecznie wydobyto.

#### 1965-czasy obecne

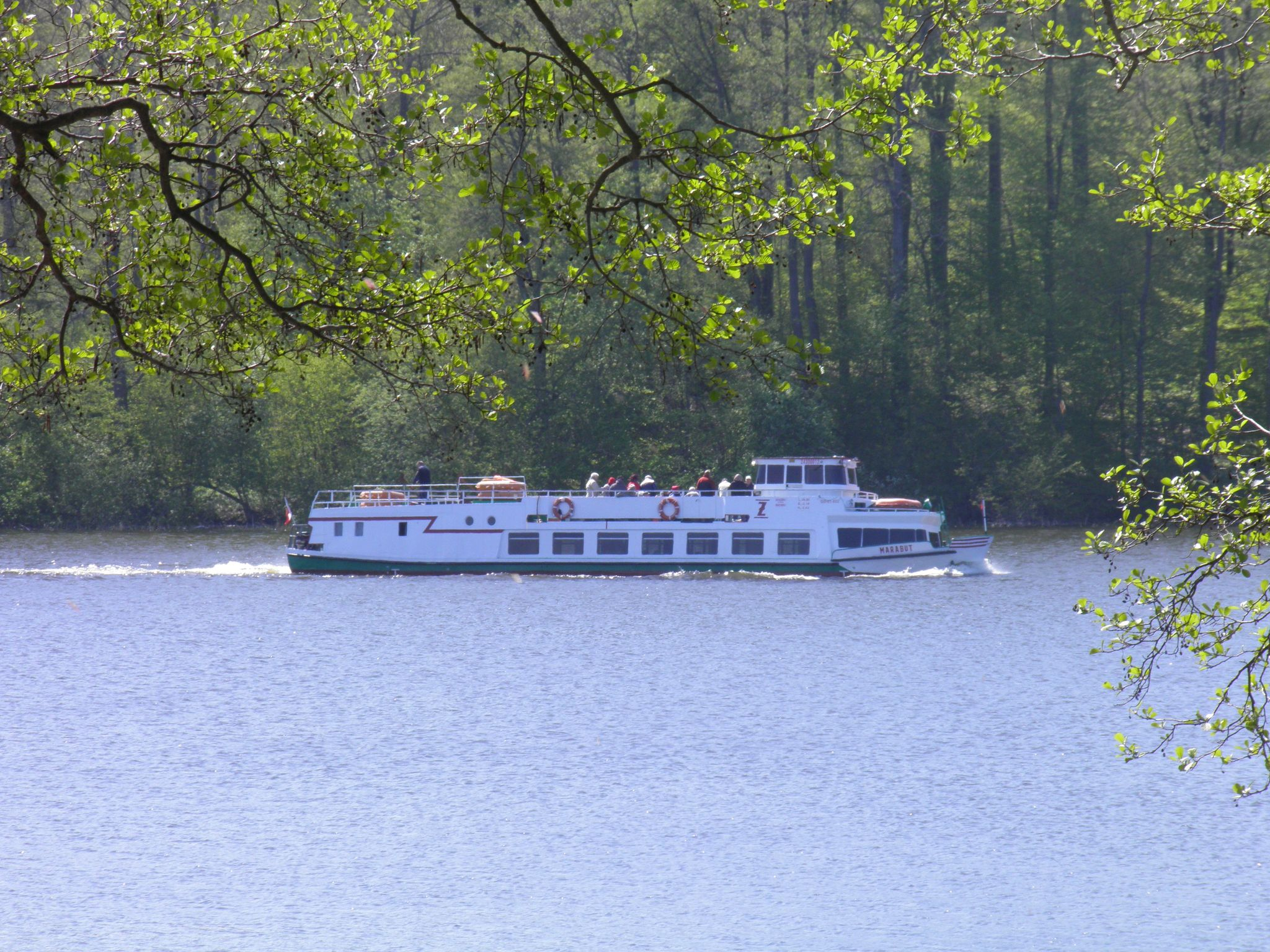
Statek typu SPJK "Marabut" podczas rejsu po jeziorze Ruda Woda, maj 2011 roku

W drugiej połowie XX w. poniemieckie statki obsługujące ruch pasażerski na kanale dobiegały kresu swojej eksploatacji. W latach 1965-66 w Krakowskiej Stoczni Rzecznej wybudowano pięć statków typu SPJK (statek pasażerski jeziorowo-kanałowy) z czteroosobową załogą. Powstałe statki: Kormoran, Łabędź, Pingwin, Bielik i Marabut, popularnie zwane "ptaszkami", zostały skierowane na trasę Ostróda-Elbląg-Ostróda. Rejs trwał 10-11 godzin w jedną stronę. Po 2011 r. Trasę statków skrócono do trasy Buczyniec-Elbląg, w wyniku czego przestały pojawiać się na jeziorze Ruda Woda. Obecnie cały ruch na jeziorze odbywa się wyłącznie z wykorzystaniem jednostek prywatnych.

## Flora i fauna
Tereny wokół jeziora charakteryzują się bogatą bioróżnorodnością. W otaczających akwen gęstych lasach rozdzielonych na mniejsze skupiska dominują olchy, buki, klony i dęby. Spośród drzew iglastych spotkać można sosny, świerki oraz często górujące nad resztą drzewostanu modrzewie. Strefa przybrzeżna (litoralna), porośnięta jest licznymi zbiorowiskami szuwarowymi w których dominuje trzcina pospolita i pałka wąskolistna. Spotkać można również zbiorowiska o dominacji oczeretu jeziornego i manny mielec. Wśród roślin wodnych (hydrofitów) porastających płytszą strefę przybrzeżną i płytkie zatoki napotkać można zbiorowiska grążela żółtego i grzybienia białego z wyraźną przewagą tego pierwszego. Wśród w pełni zanurzonych roślin przeważa moczarka kanadyjska i rogatek sztywny.

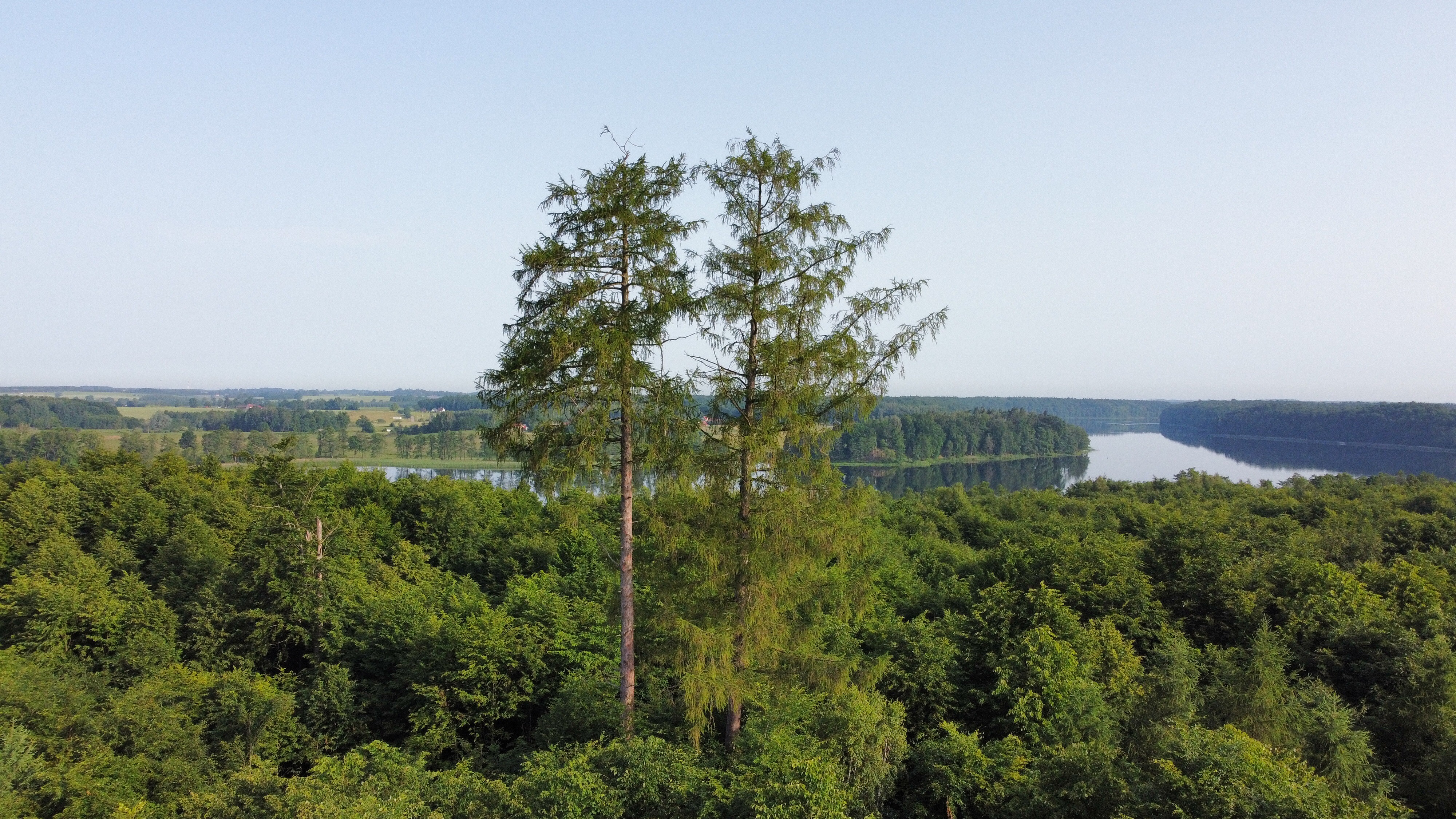
Wysokie drzewo modrzewia królujące nad okolicznym drzewostanem. W tle jezioro Ruda Woda
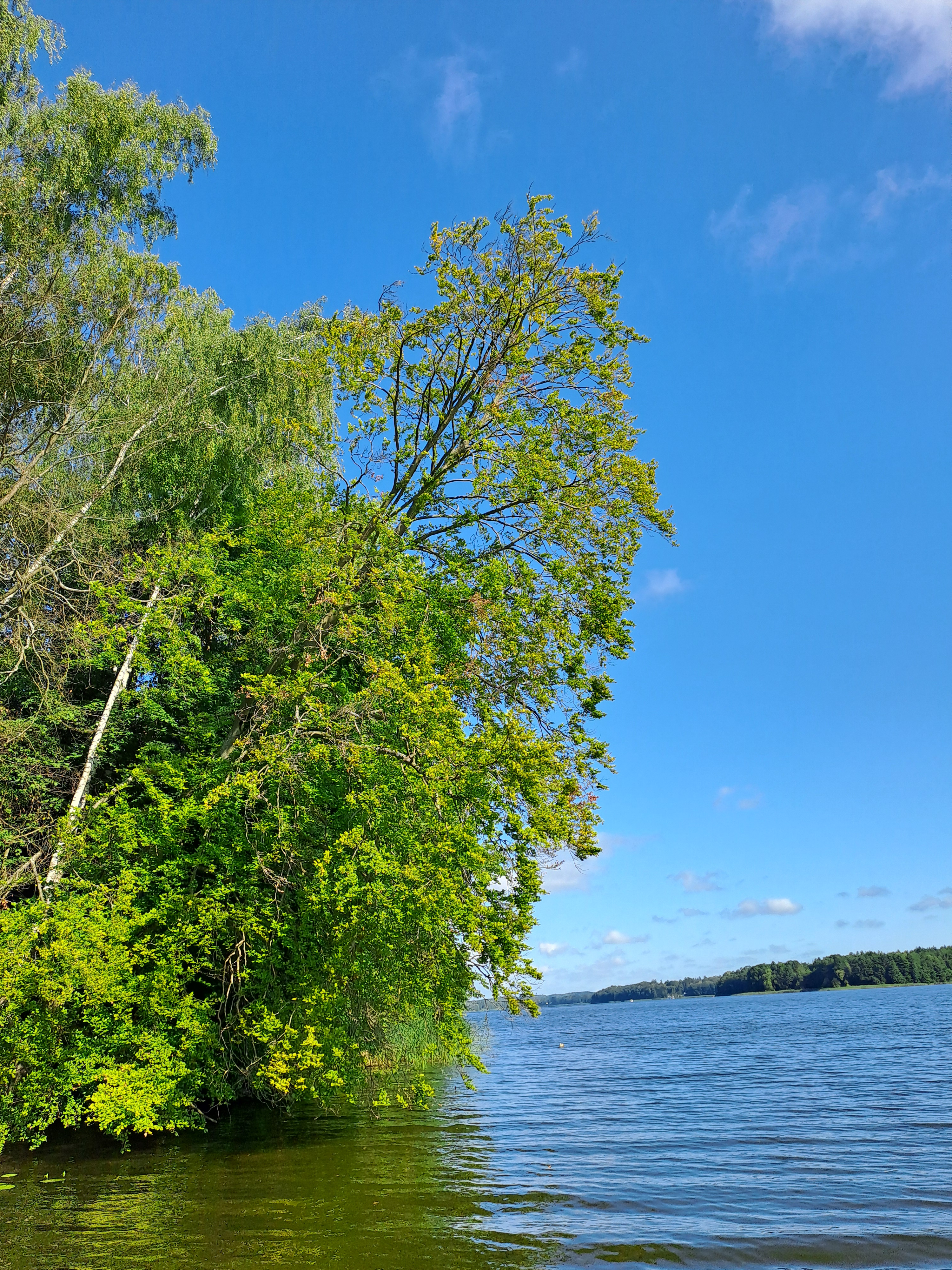
Buk pochylony nad jeziorem
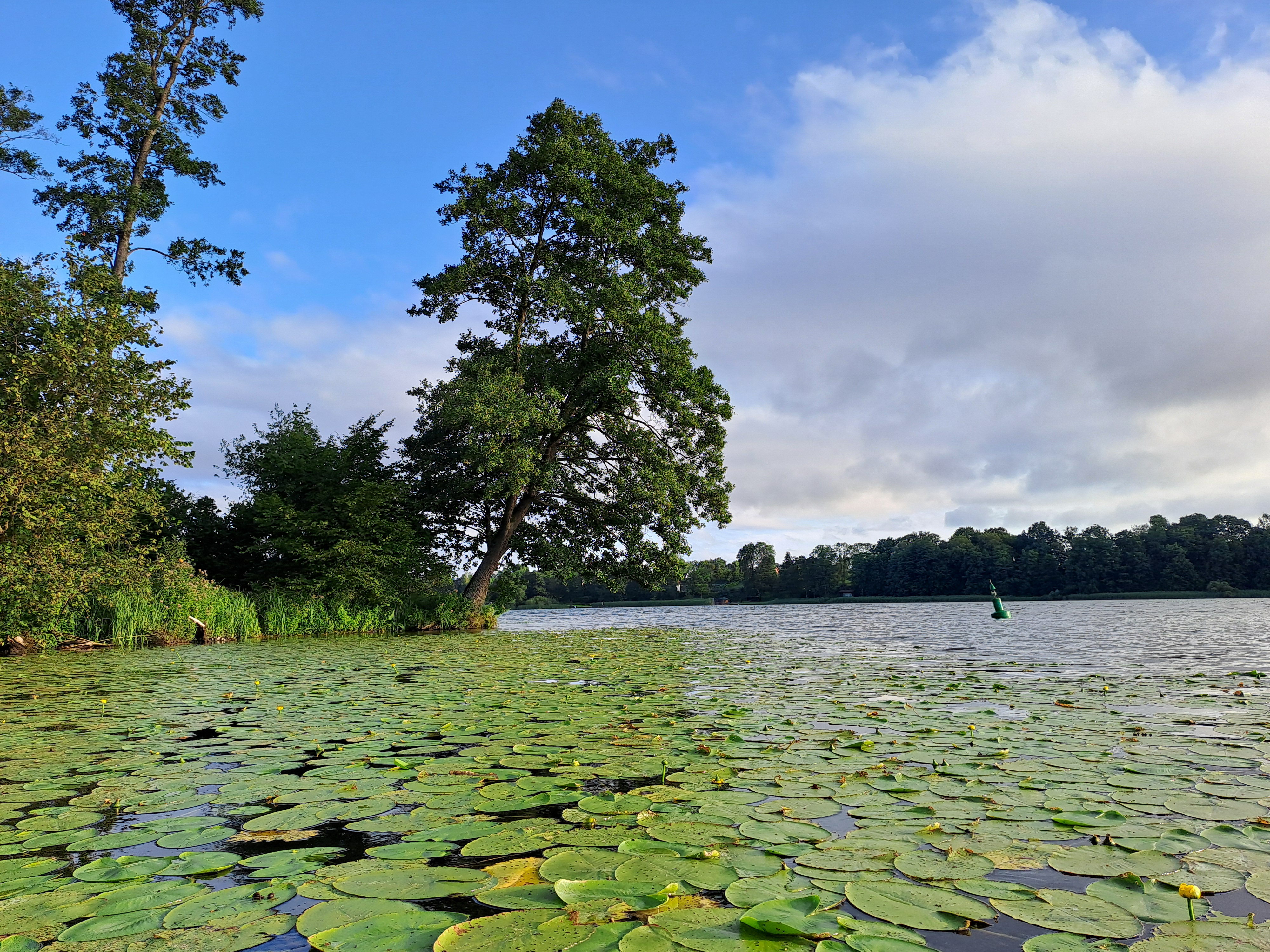
Grążel żółty i olcha na cyplu naprzeciwko wsi Wilamowo, gdzie jezioro widocznie zmienia kierunek
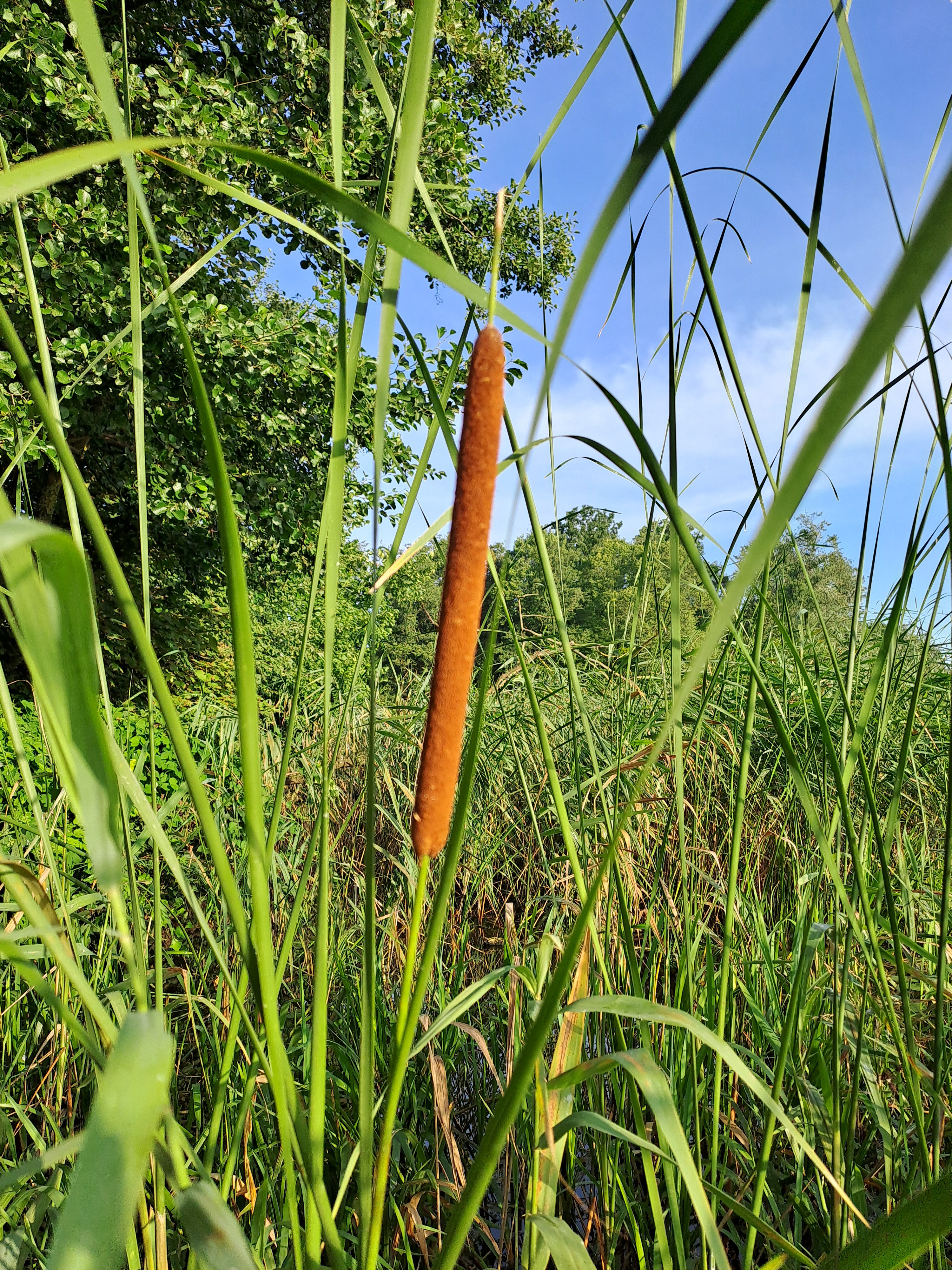
Pałka wąskolistna w strefie przybrzeżnej jeziora
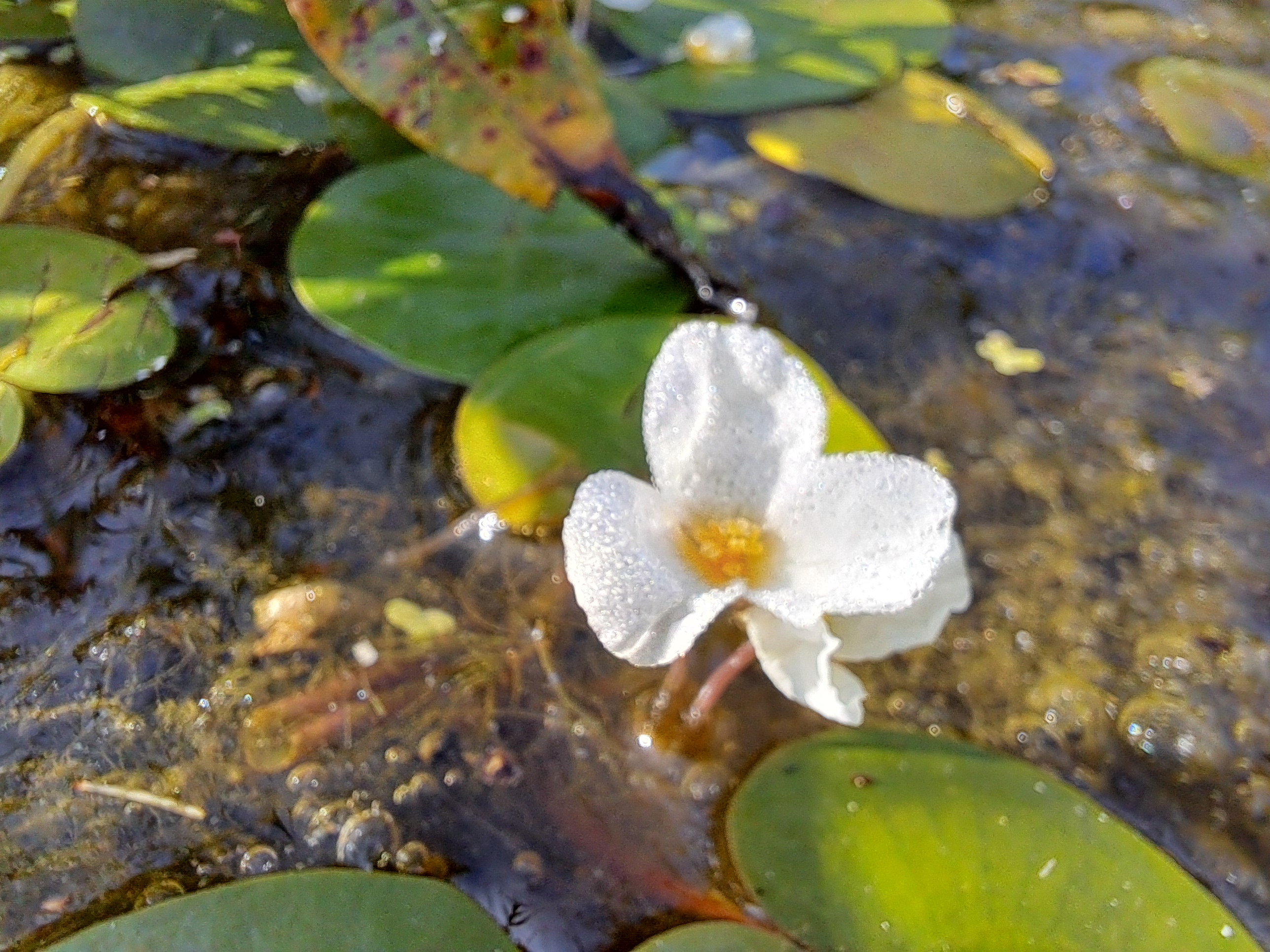
Żabiściek pływający unoszący się na jeziorze

Tereny leśne i przybrzeżne tworzą żerowiska i miejsca lęgowe dla licznych ptaków, wśród których przeważają kormorany, łabędzie i czaple, a także przedstawiciele rodzin perkozów, kaczek, mew i rybitw. Tereny podmokłe i zacienione, szczególnie w okolicach kanałów łączących się z jeziorem zamieszkują zimorodki. Ichtiofauna jeziora zdominowana jest przez okonia, płoć, leszcza, lina, szczupaka i sandacza. Napotkać można również coraz już rzadsze węgorze. Wśród pozostałych zwierząt, w strefach brzeżnych i przybrzeżnych napotkać można gatunki charakterystyczne dla ekosystemów jeziornych północnej polski, w tym bobry, łosie, przedstawicieli żabowatych, i ropuchowatych w tym ropuchę szarą oraz żabę moczarową, raki oraz liczne gatunki małży, min. szczeżuję pospolitą.

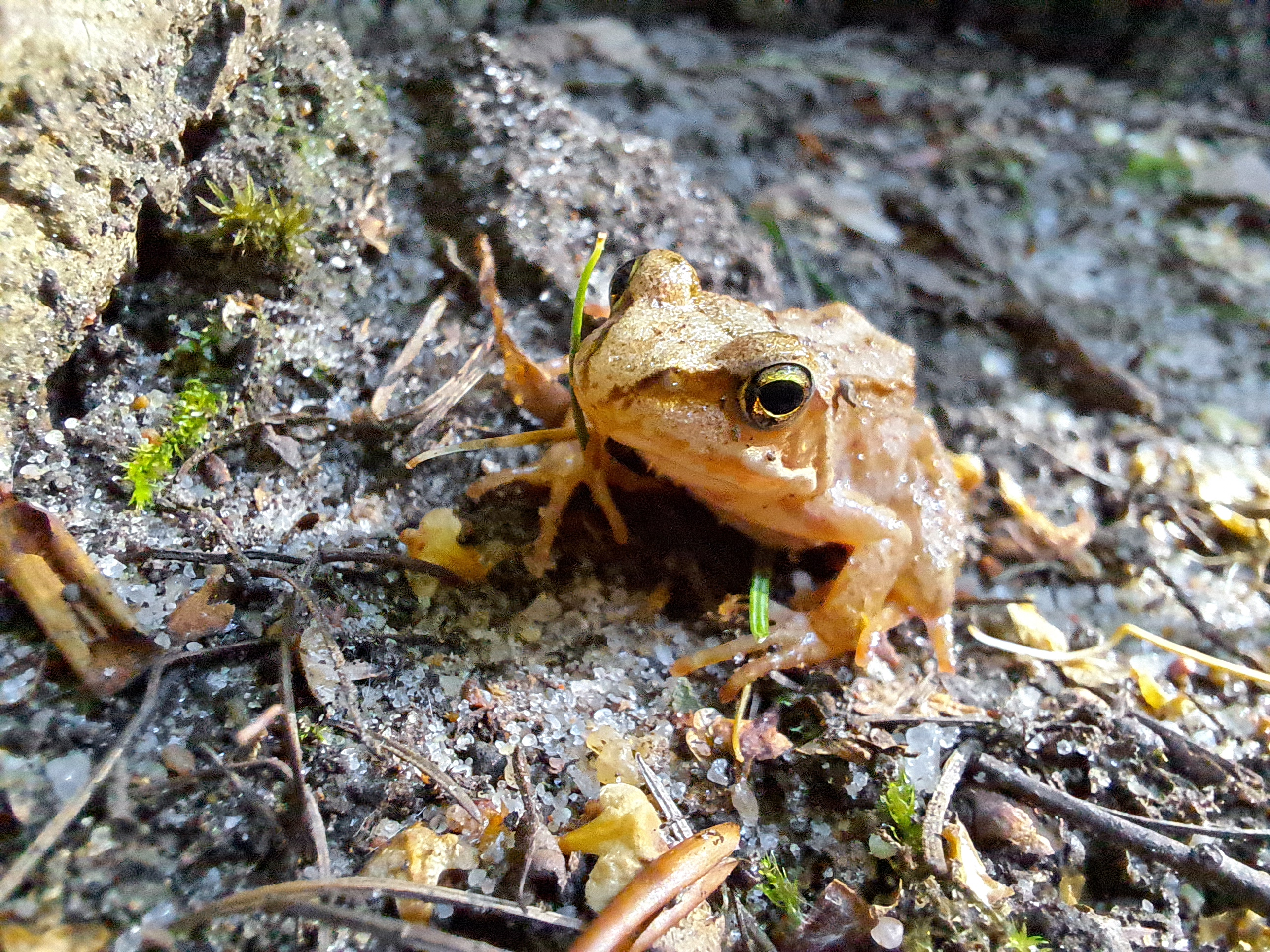
Żaba trawna zamieszkująca przybrzeżne lasy
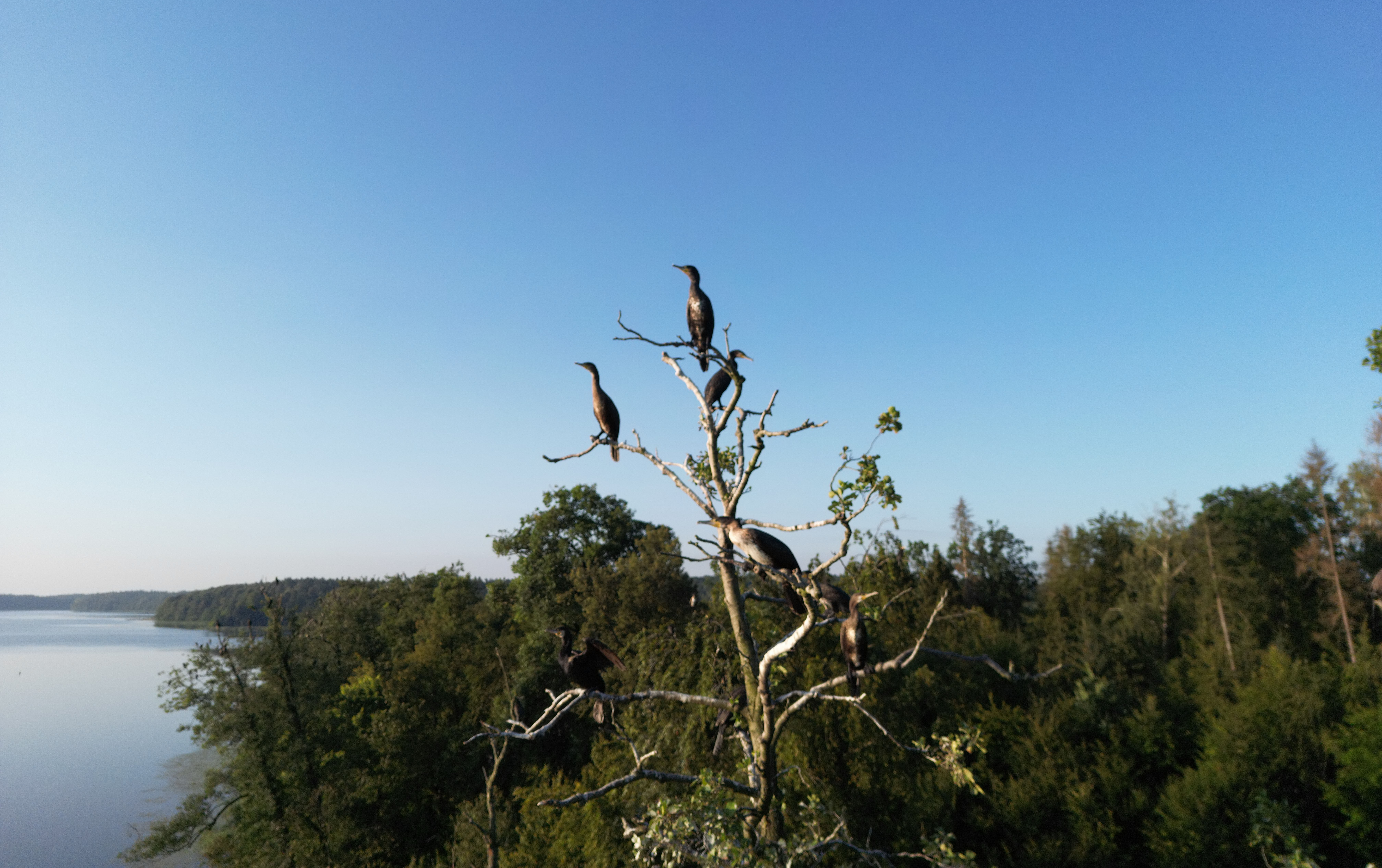
Kormorany siedzące na drzewie w pobliżu jeziora
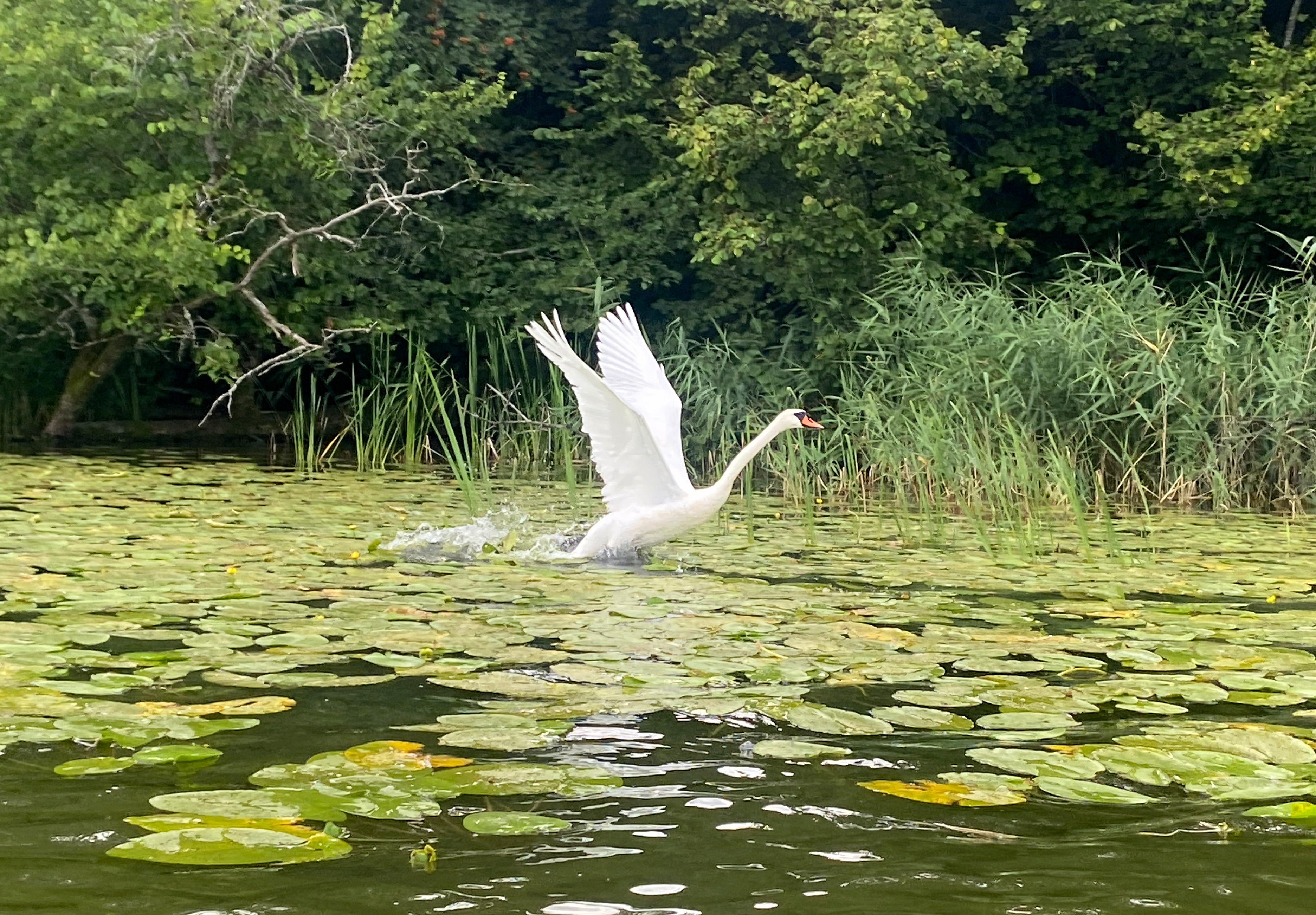
Łabędź startujący z tafli jeziora